# Capitală Europeană a Culturii
Capitală Europeană a Culturii este un titlu onorific conferit de Parlamentul European unui oraș sau mai multora pentru un întreg an. 
Programul a luat naștere în 1985, atunci când Melina Mercouri, ministrul grec al culturii, și omologul său francez, Jack Lang, au avut ideea de a desemna anual un oraș simbol pentru a-i apropia pe europeni prin evidențierea bogăției și diversității culturilor europene, cât și prin creșterea gradului de conștientizare a istoriei și a valorilor lor comune.
Începând din 2007, programul a cuplat câte un oraș din țările Europei occidentale cu altul din țările central și est-europene. În anul 2023, capitala europeană a culturii a fost municipiul Timișoara.
Timișoara - Capitală Europeană a Culturii în 2023

## Capitale europene ale culturii
- 1985:  Grecia - Atena
- 1986:  Italia - Florența
- 1987:  Țările de Jos - Amsterdam
- 1988:  RFG - Berlin (Germania de Vest)
- 1989:  Franța - Paris
- 1990:  Regatul Unit - Glasgow
- 1991:  Irlanda - Dublin
- 1992:  Spania - Madrid
- 1993:  Belgia - Anvers
- 1994:  Portugalia - Lisabona
- 1995:  Luxemburg - Luxemburg
- 1996:  Danemarca - Copenhaga
- 1997:  Grecia - Salonic
- 1998:  Suedia - Stockholm
- 1999:  Germania - Weimar
- 2000:  Islanda - Reykjavík
- 2000:  Norvegia - Bergen
- 2000:  Finlanda - Helsinki
- 2000:  Belgia - Bruxelles
- 2000:  Cehia - Praga
- 2000:  Polonia - Cracovia
- 2000:  Spania - Santiago de Compostela
- 2000:  Franța - Avignon
- 2000:  Italia - Bologna
- 2001:  Țările de Jos - Rotterdam
- 2001:  Portugalia - Porto
- 2002:  Belgia - Bruges
- 2002:  Spania - Salamanca
- 2003:  Austria - Graz
- 2004:  Italia - Genova
- 2004:  Franța - Lille
- 2005:  Irlanda - Cork
- 2006:  Grecia - Patras
- 2007:  Luxemburg - Luxemburg
- 2007:  România - Sibiu
- 2008:  Regatul Unit - Liverpool
- 2008:  Norvegia - Stavanger
- 2009:  Lituania - Vilnius
- 2009:  Austria - Linz
- 2010:  Germania - Essen
- 2010:  Ungaria -  Pécs
- 2010:  Turcia - Istanbul
- 2011:  Finlanda - Turku
- 2011:  Estonia - Tallinn
- 2012:  Portugalia - Guimarães
- 2012:  Slovenia  - Maribor
- 2013:  Franța - Marsilia
- 2013:  Slovacia - Košice
- 2014:  Suedia - Umeå
- 2014:  Letonia - Riga
- 2015:  Belgia - Mons
- 2015:  Cehia - Plzeň
- 2016:  Spania - San Sebastián
- 2016:  Polonia - Wrocław
- 2017:  Danemarca - Aarhus
- 2017:  Cipru - Paphos
- 2018:  Țările de Jos - Leeuwarden
- 2018:  Malta  - Valletta
- 2019:  Italia - Matera
- 2019:  Bulgaria - Plovdiv
- 2020/2021:  Irlanda - Galway
- 2020:  Croația - Rijeka
- 2022:  Lituania - Kaunas
- 2022:  Luxemburg - Esch-sur-Alzette
- 2022:  Serbia - Novi Sad
- 2023:  Ungaria - Veszprém
- 2023:  România - Timișoara
- 2023:  Grecia - Elefsina
- 2024:  Austria - Bad Ischl
- 2024:  Estonia - Tartu
- 2024:  Norvegia - Bodø

### Actualele capitale europene ale culturii
- 2025:  Germania - Chemnitz
- 2025:  Slovenia  - Nova Gorica
- 2025:  Italia - Gorizia

### Viitoarele capitale europene ale culturii
- 2026:  Finlanda - Oulu
- 2026:  Slovacia - Trenčín
- 2027:  Portugalia - Évora
- 2027:  Letonia - Liepāja
- 2028:  Cehia - České Budějovice
- 2028:  Franța - Bourges
- 2028:  Macedonia de Nord - Skopje
- 2029:  Polonia -
- 2029:  Suedia -
- 2030:  Belgia -
- 2030:  Cipru -
- 2031:  Spania -
- 2031:  Malta  -
- 2032:  Bulgaria -
- 2032:  Danemarca -
- 2033:  Țările de Jos -
- 2033:  Italia -

## Galerie

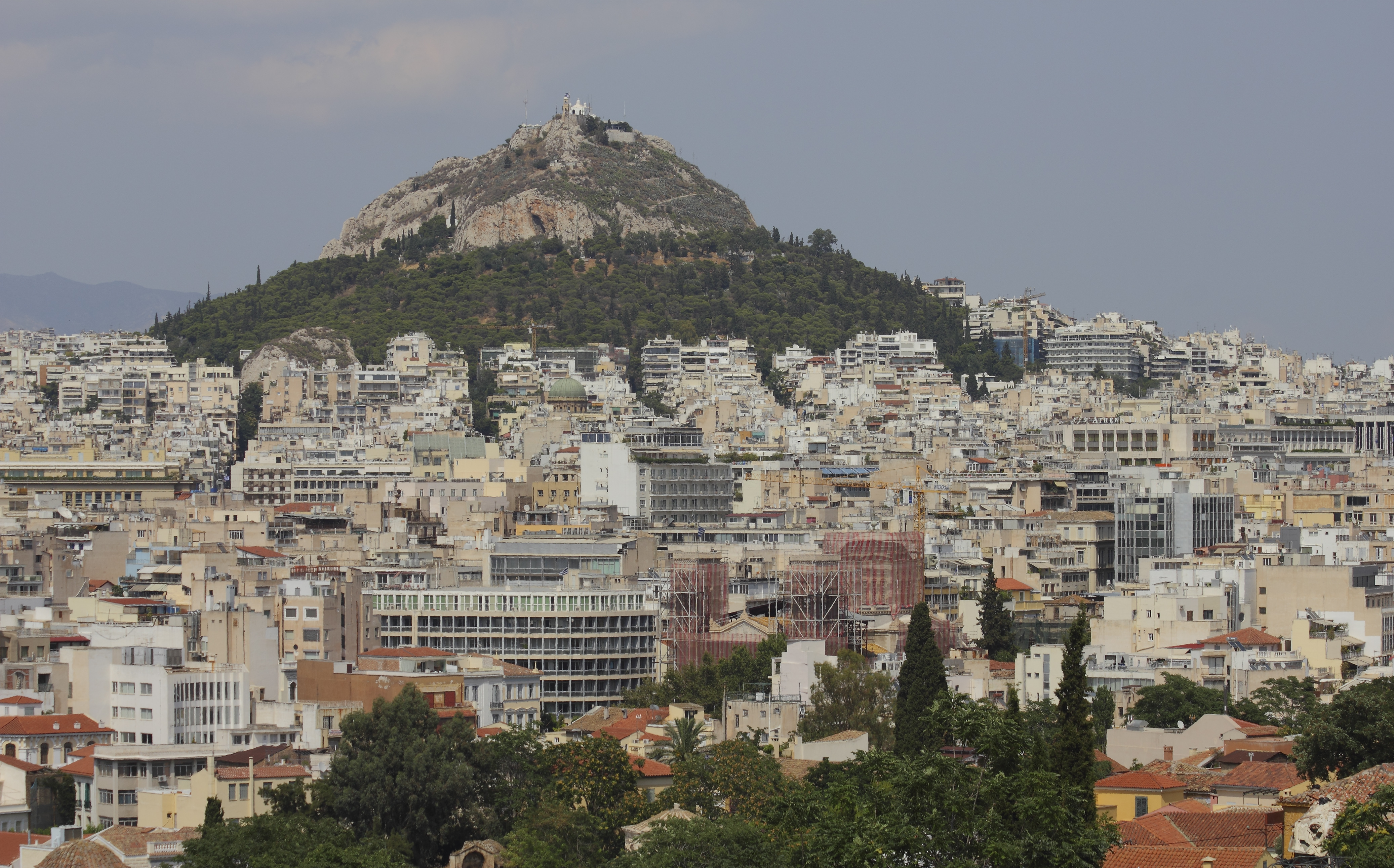
Atena (1985)
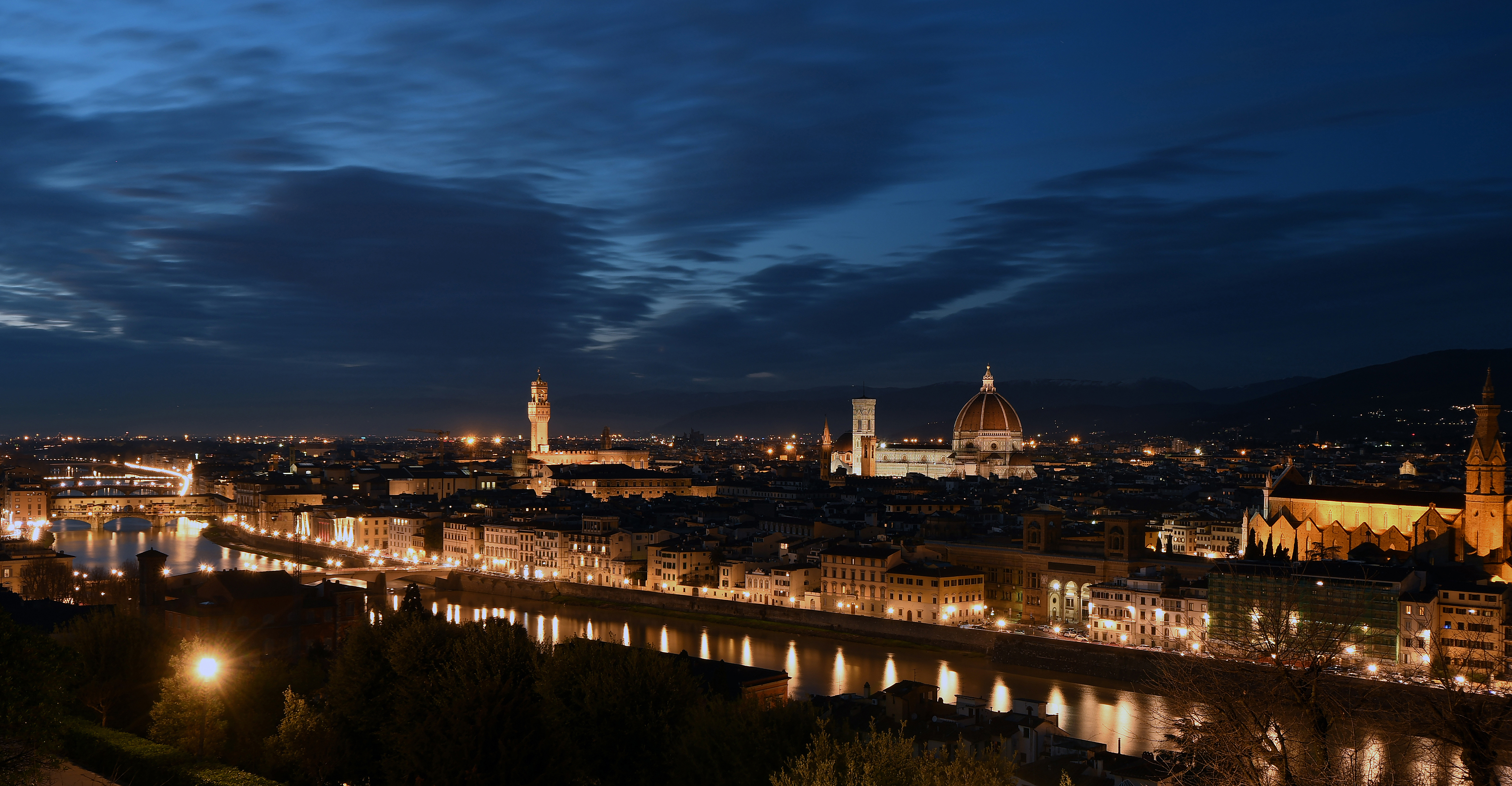
Florența (1986)
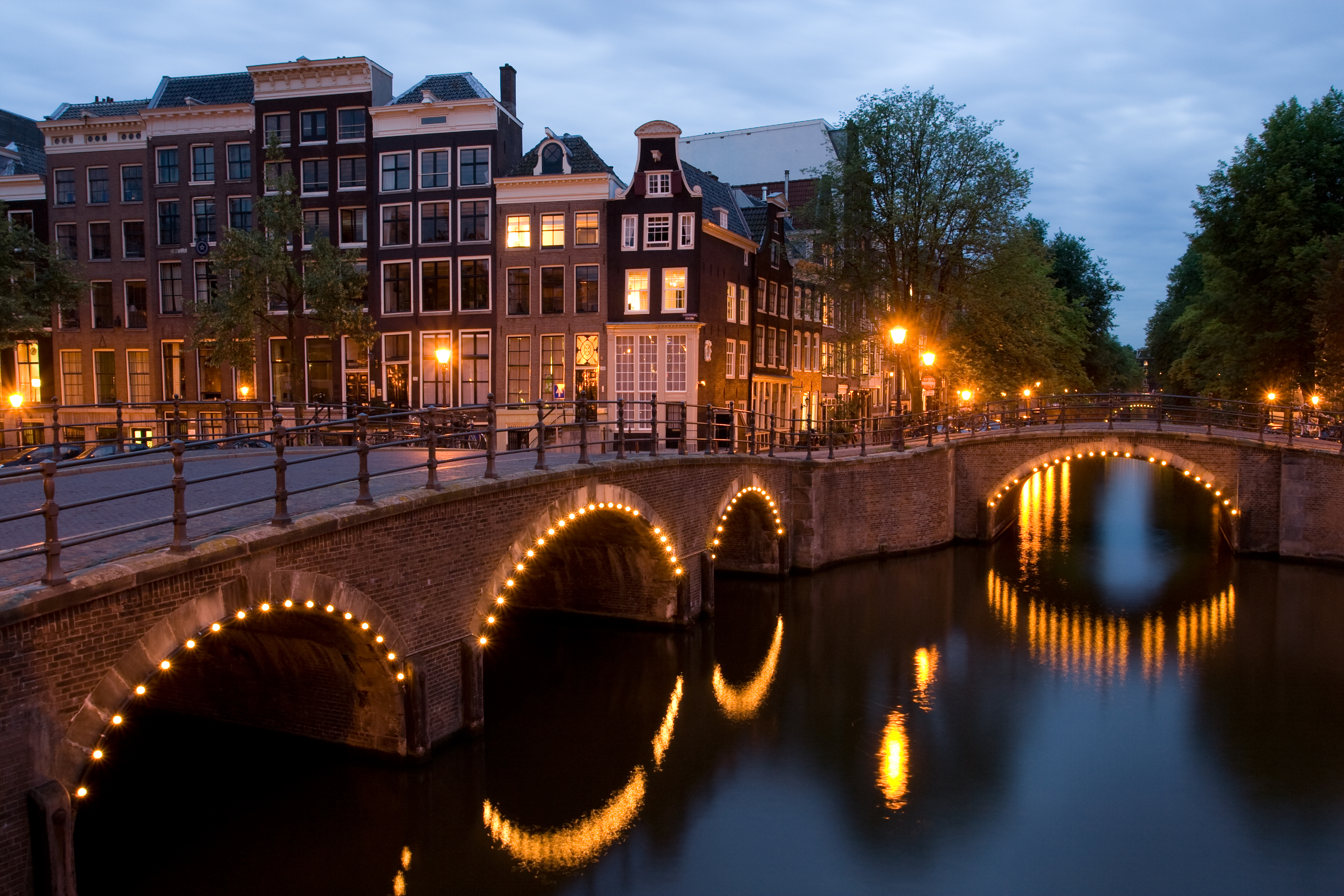
Amsterdam (1987)
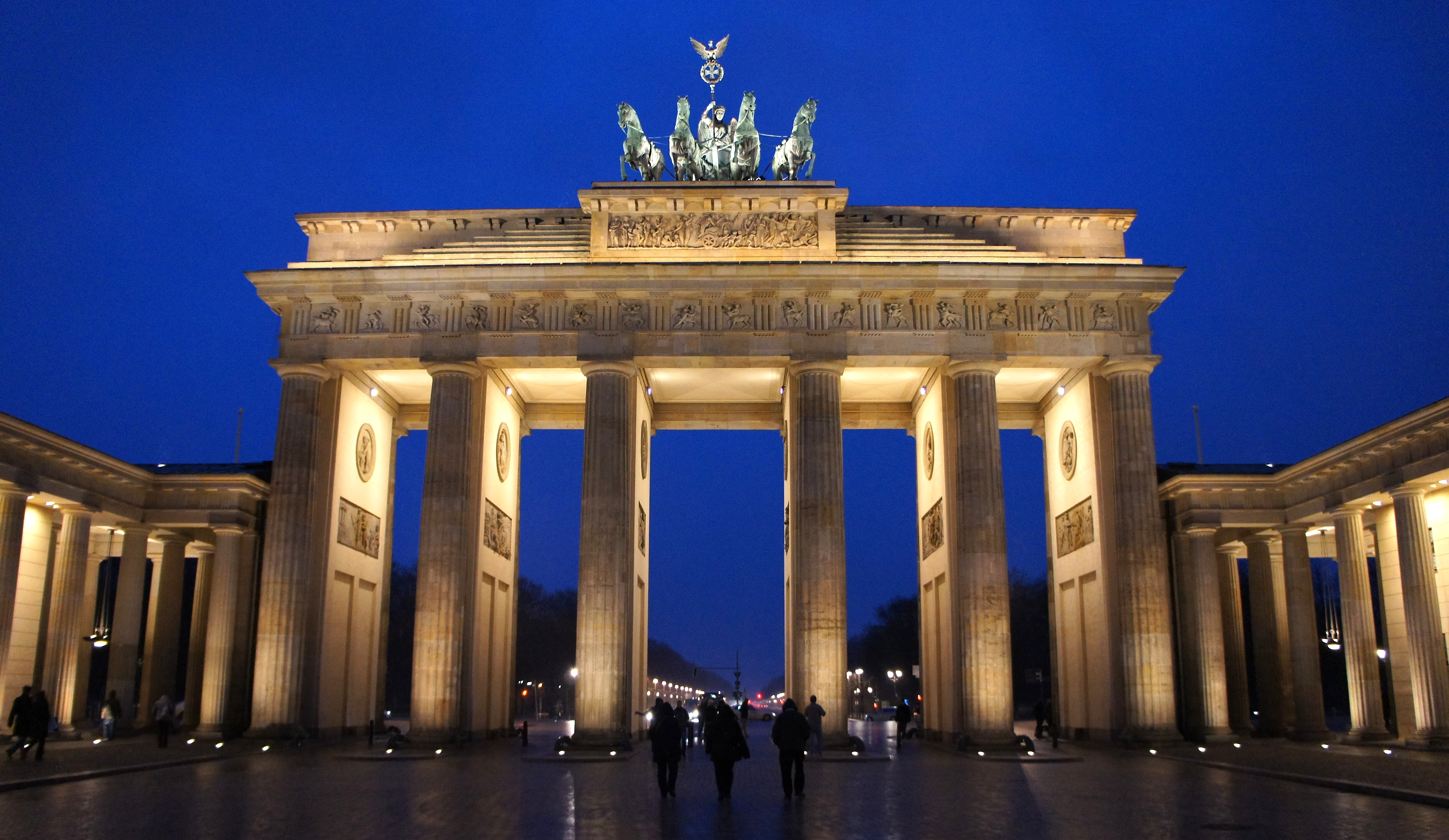
Berlin (1988)
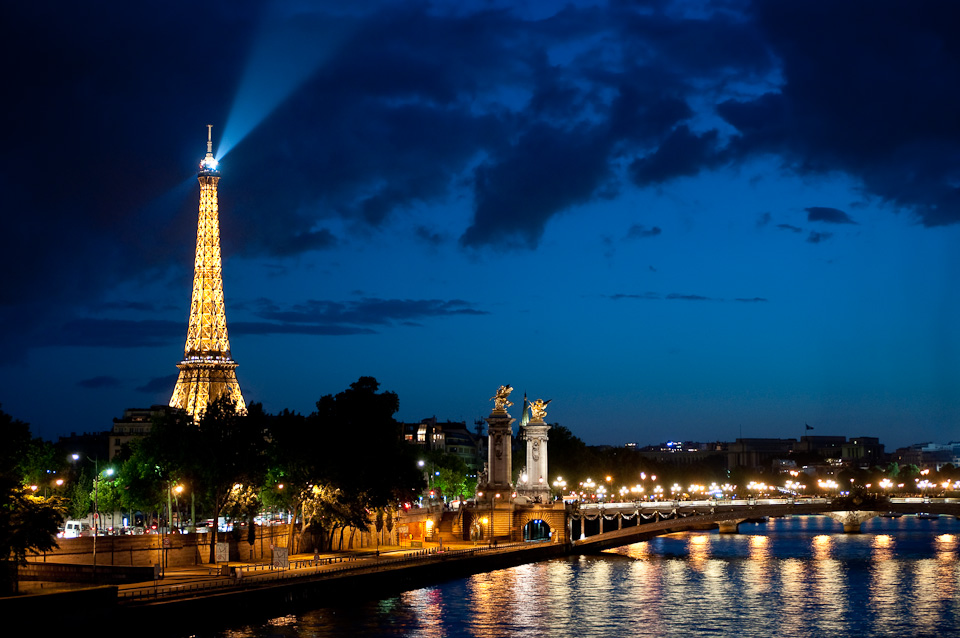
Paris (1989)
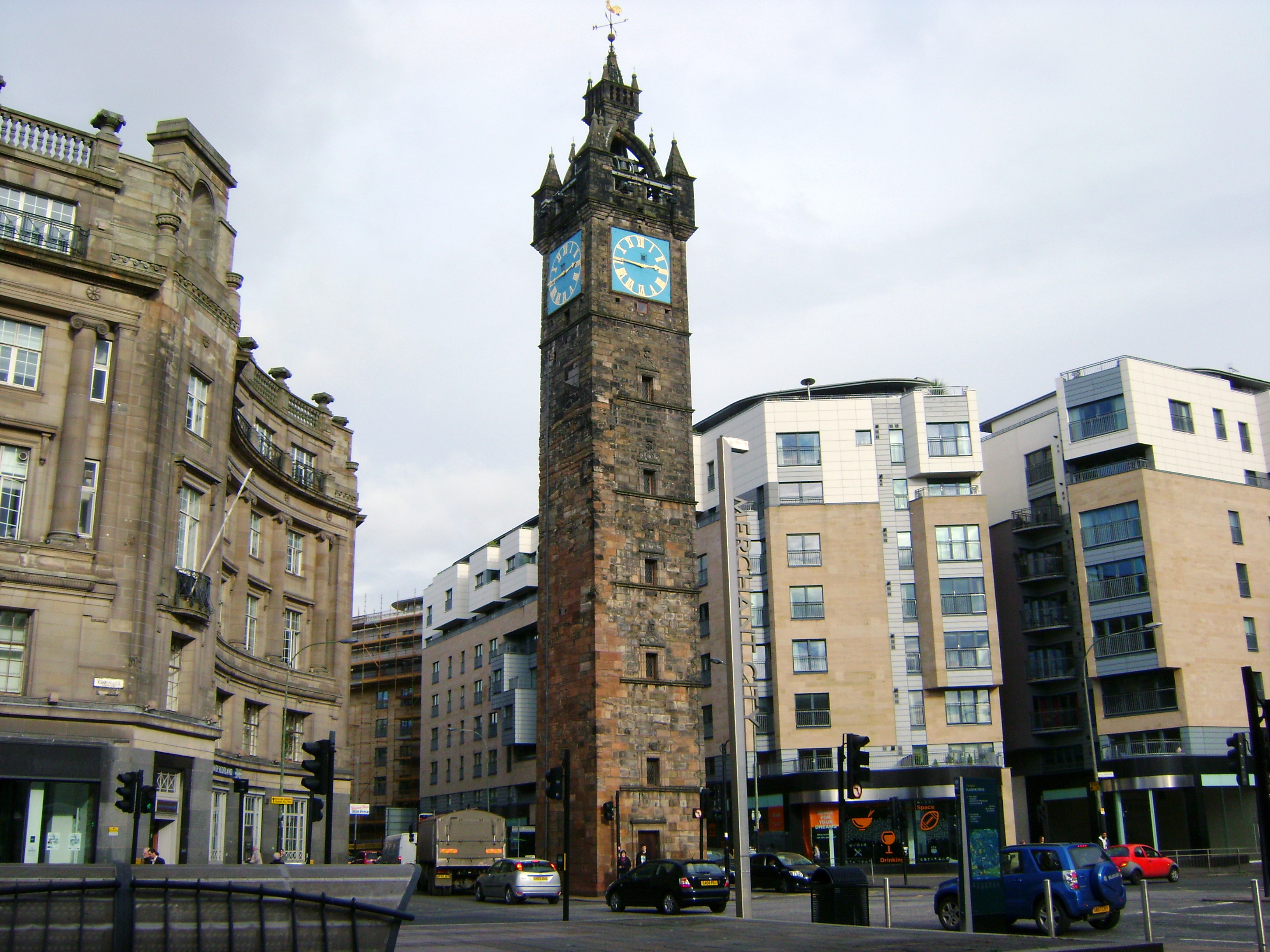
Glasgow (1990)
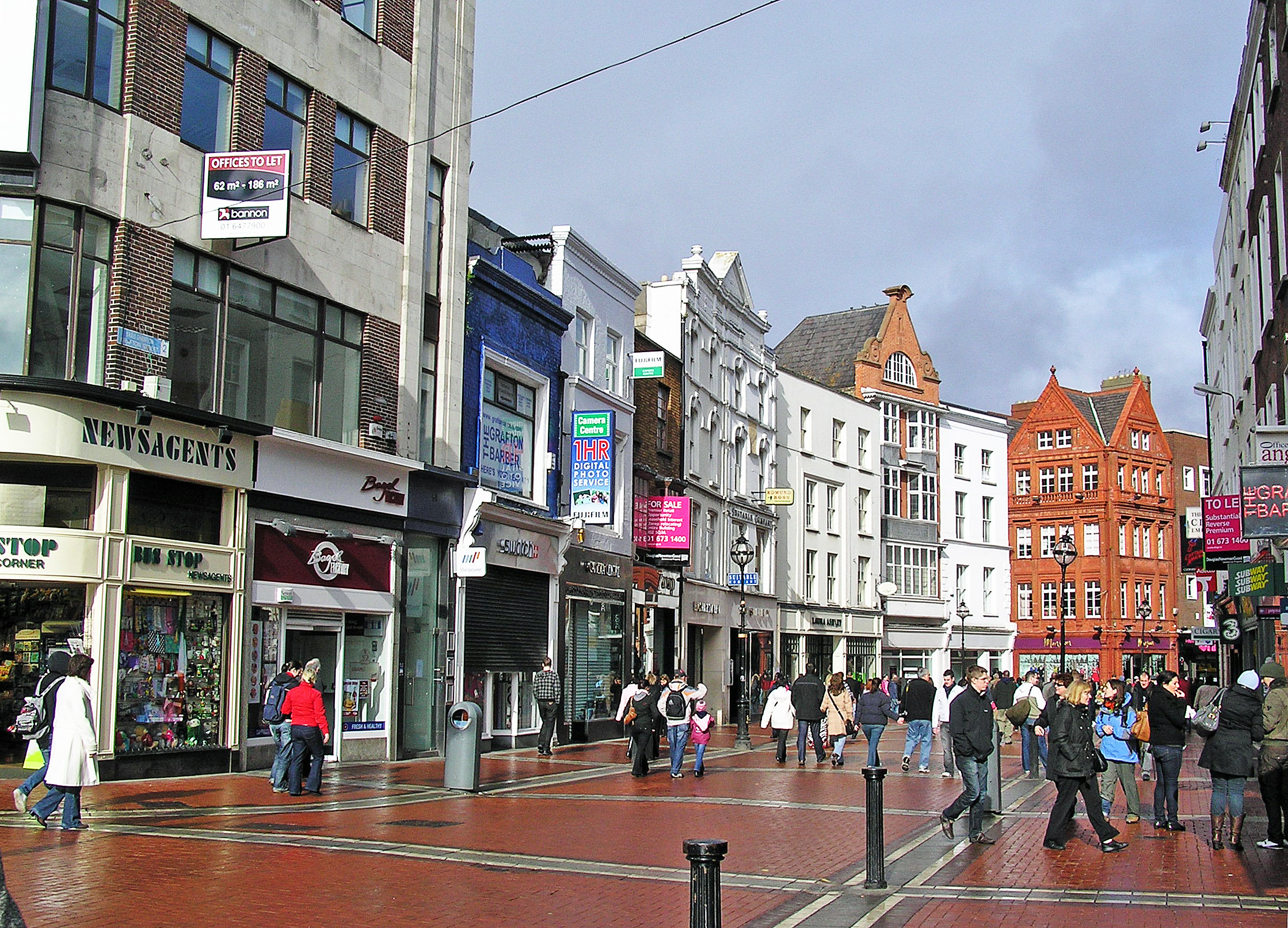
Dublin (1991)
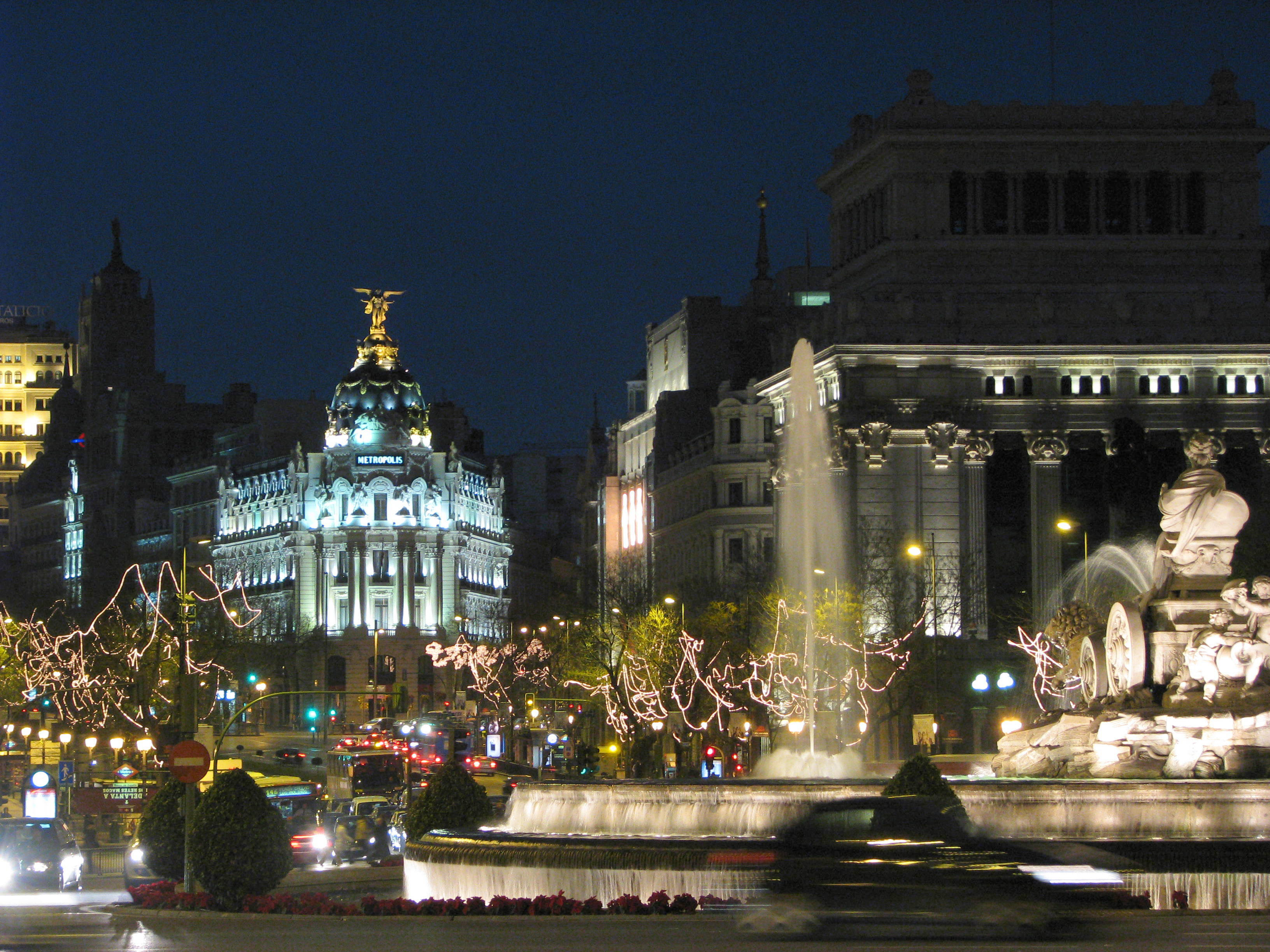
Madrid (1992)
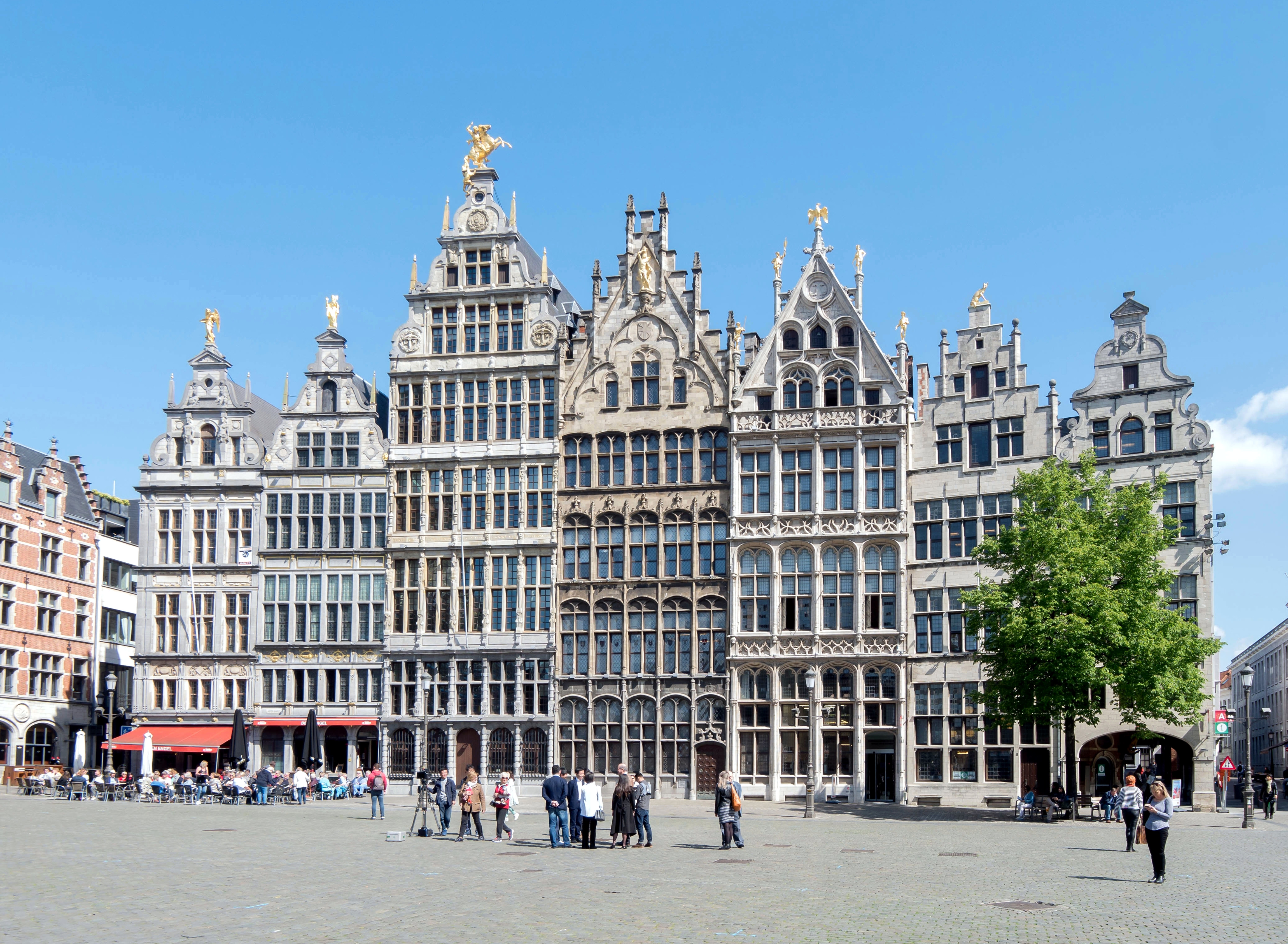
Anvers (1993)
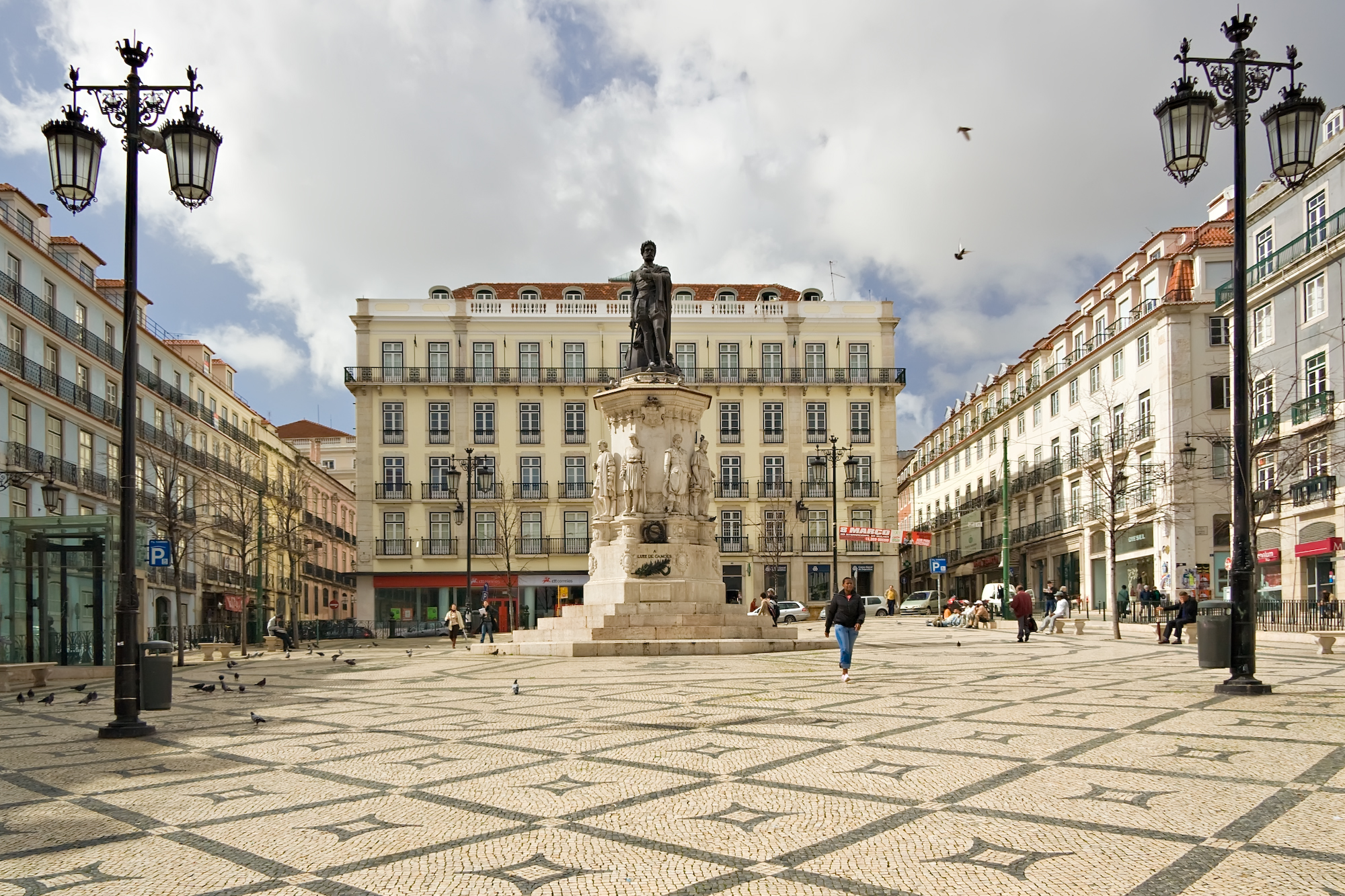
Lisabona (1994)
Luxemburg (1995 și 2007)
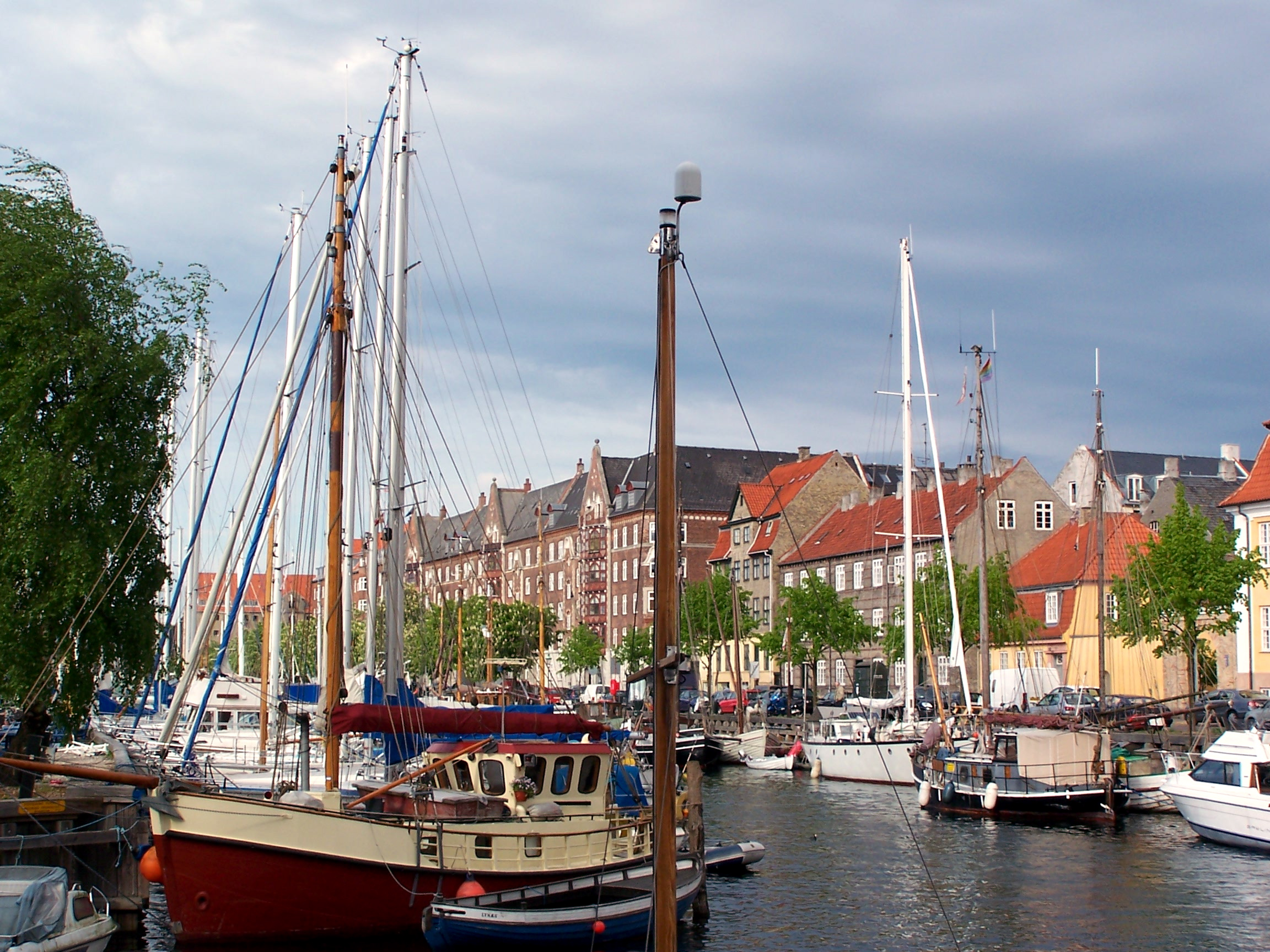
Copenhaga (1996)
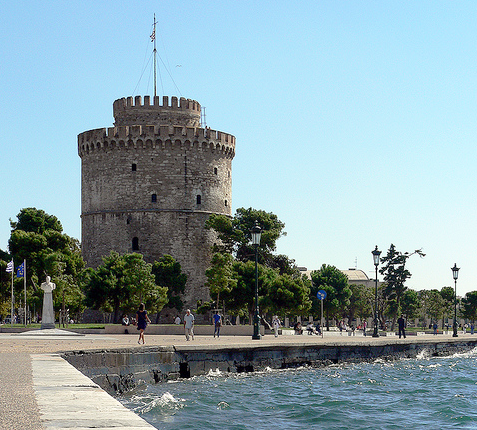
Salonic (1997)
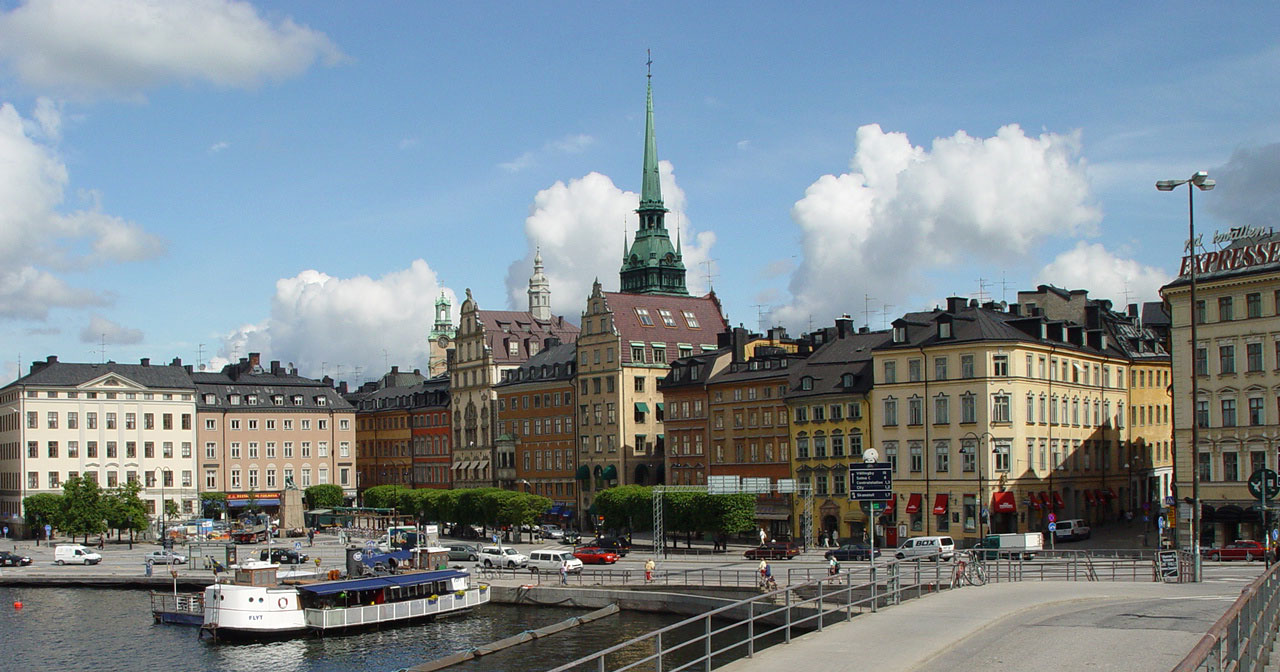
Stockholm (1998)
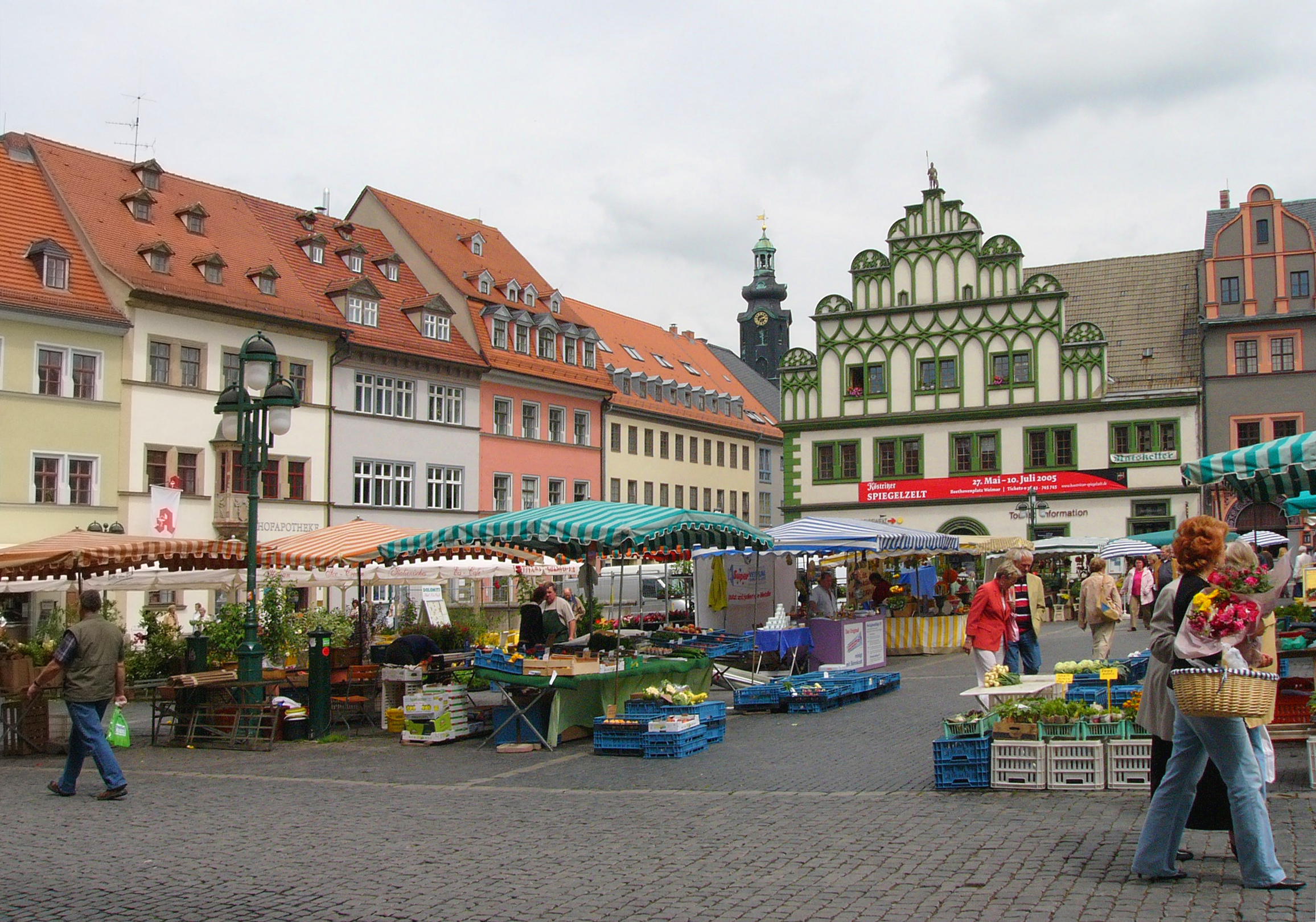
Weimar (1999)
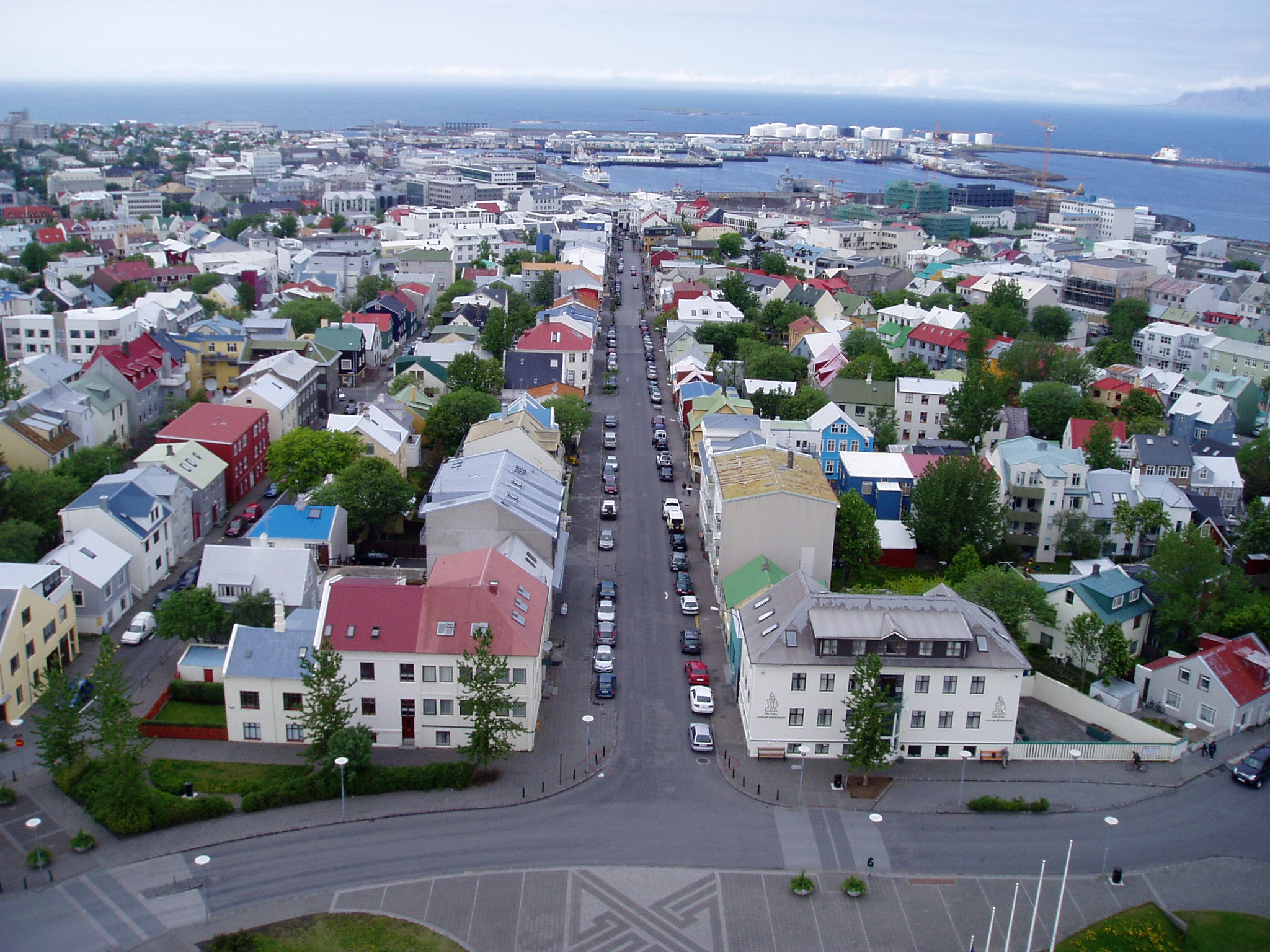
Reykjavík (2000)
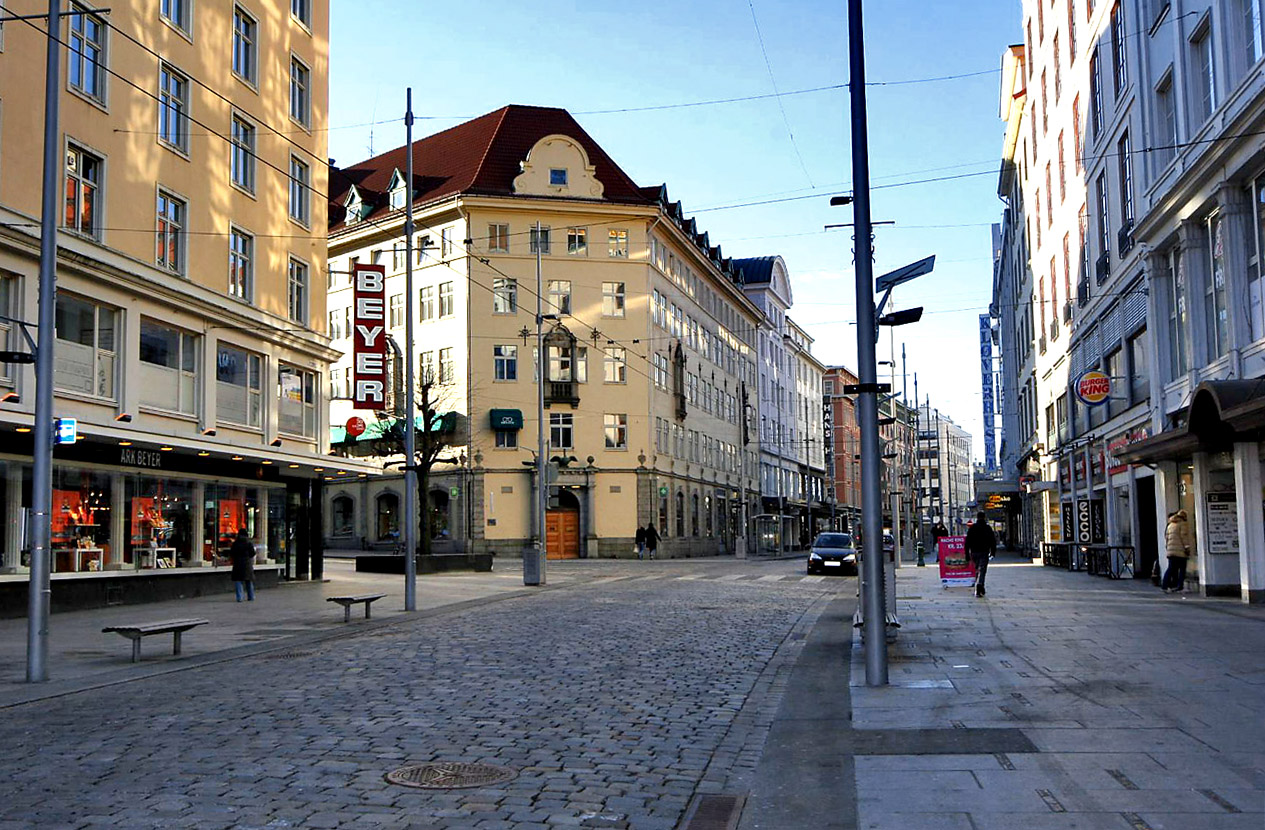
Bergen (2000)
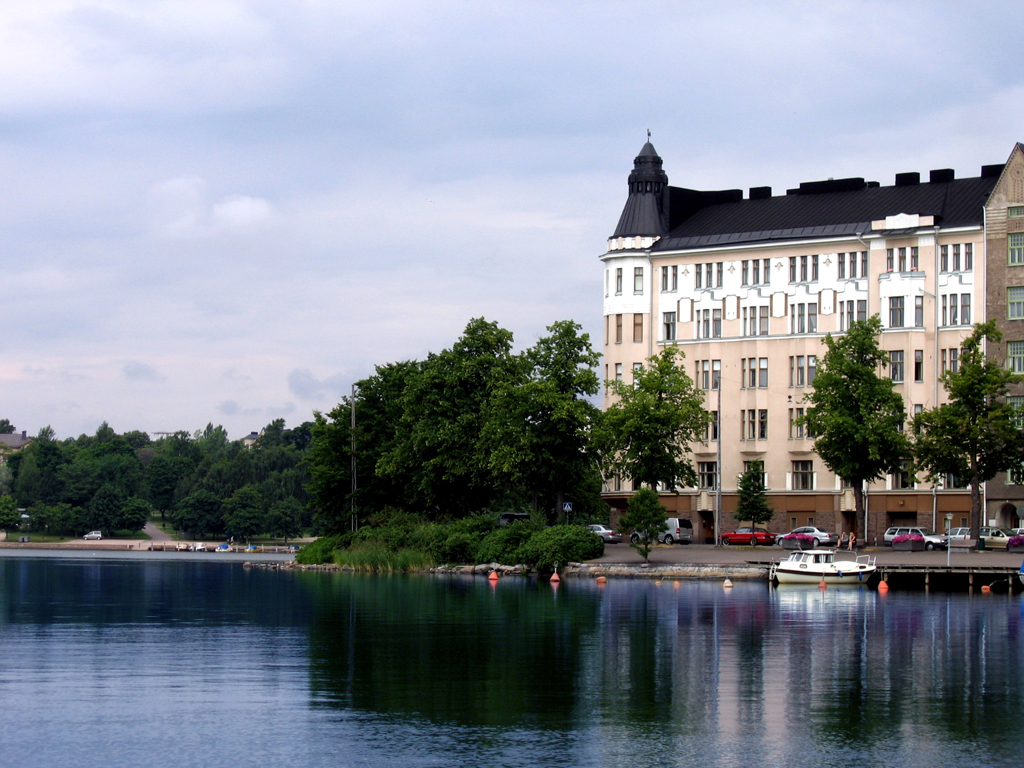
Helsinki (2000)
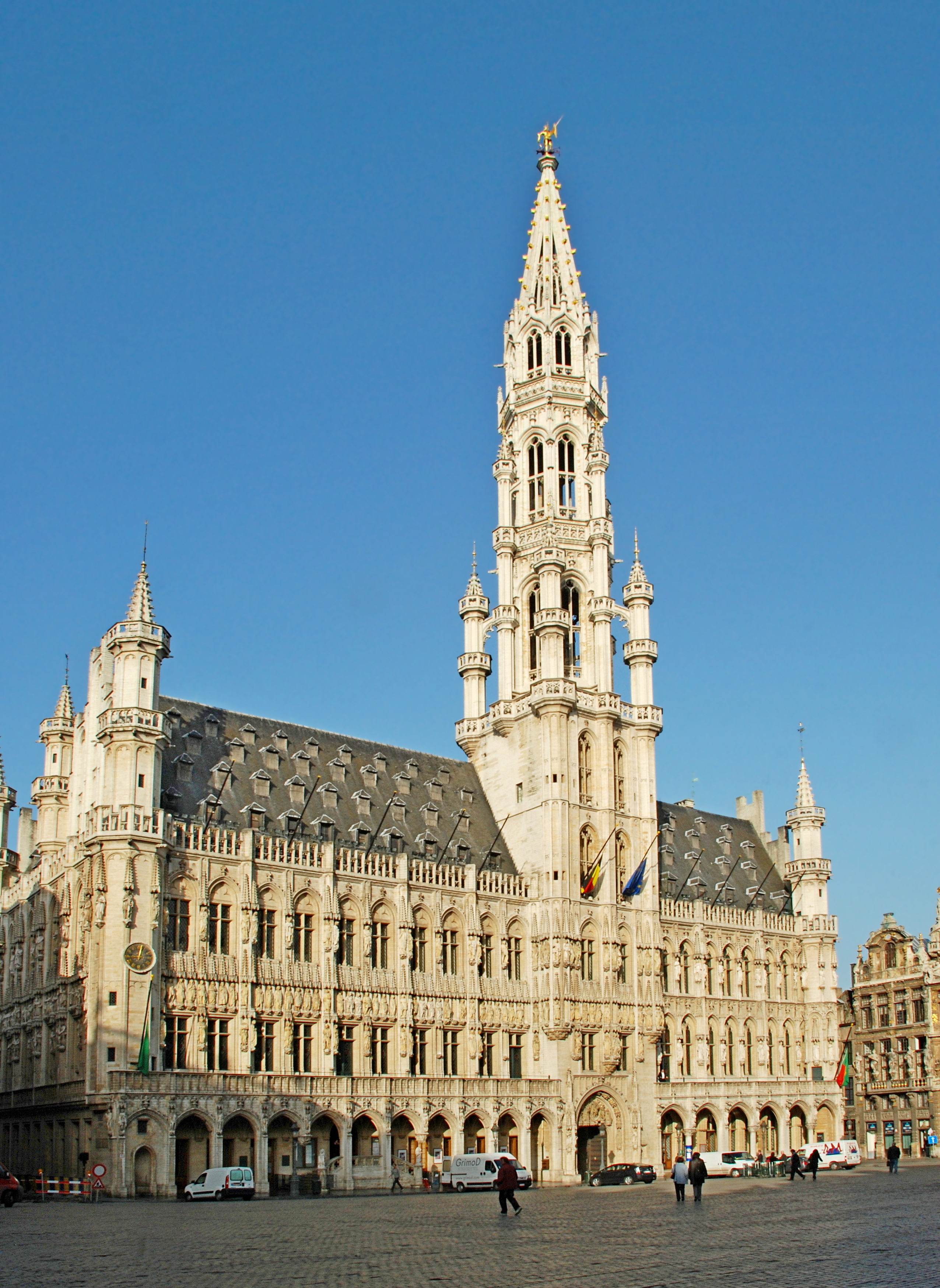
Bruxelles (2000)
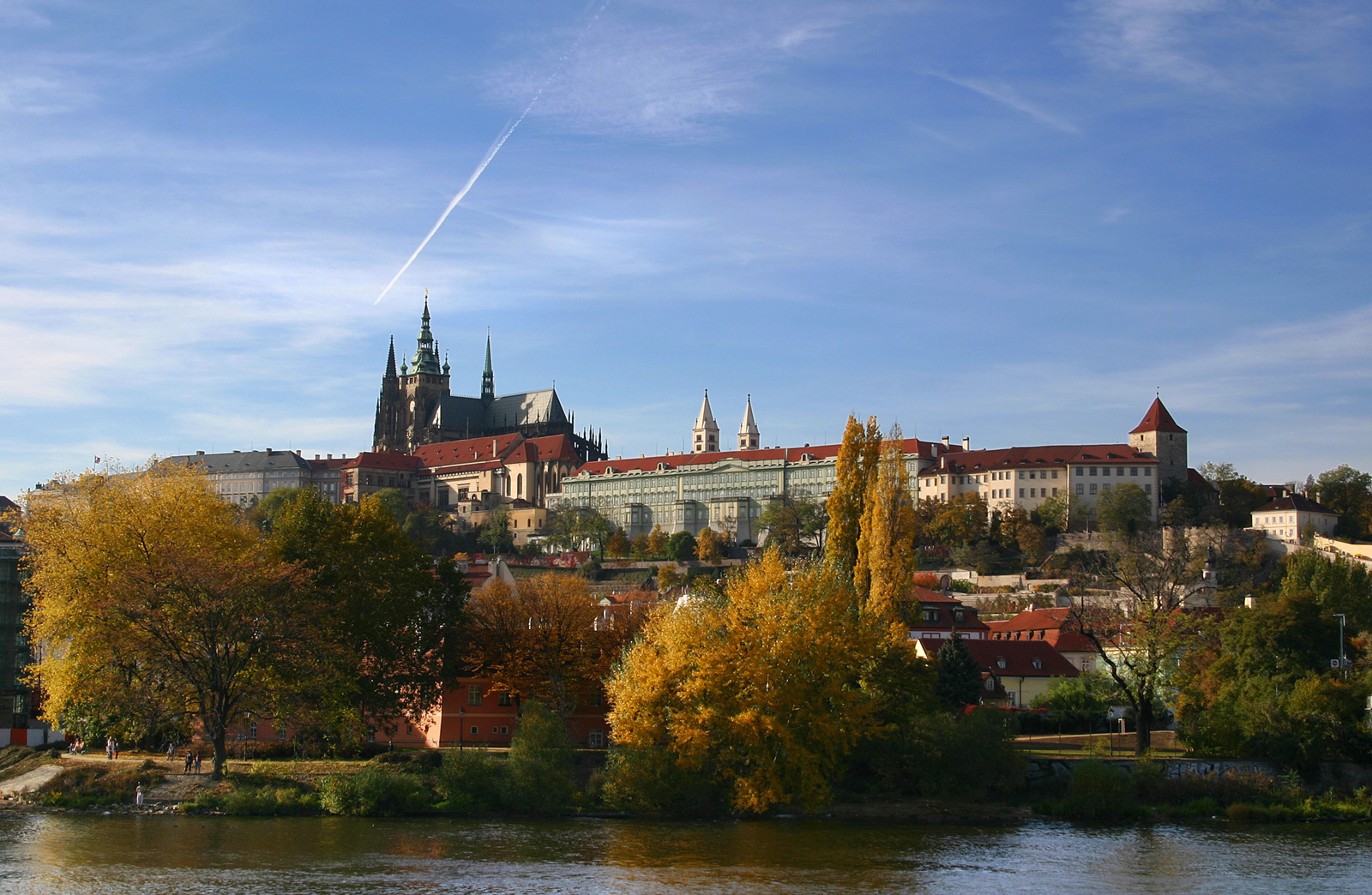
Praga (2000)
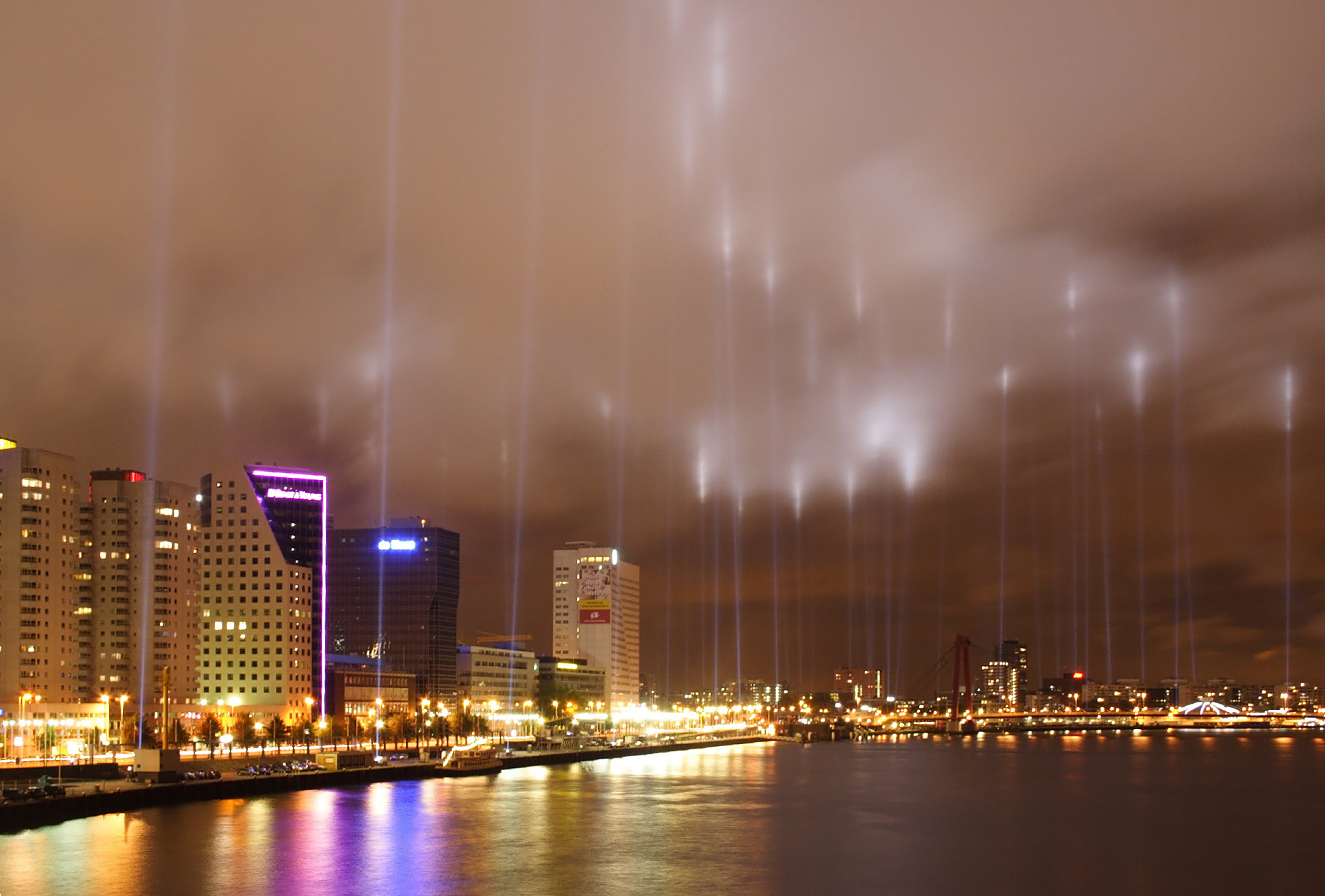
Rotterdam (2001)
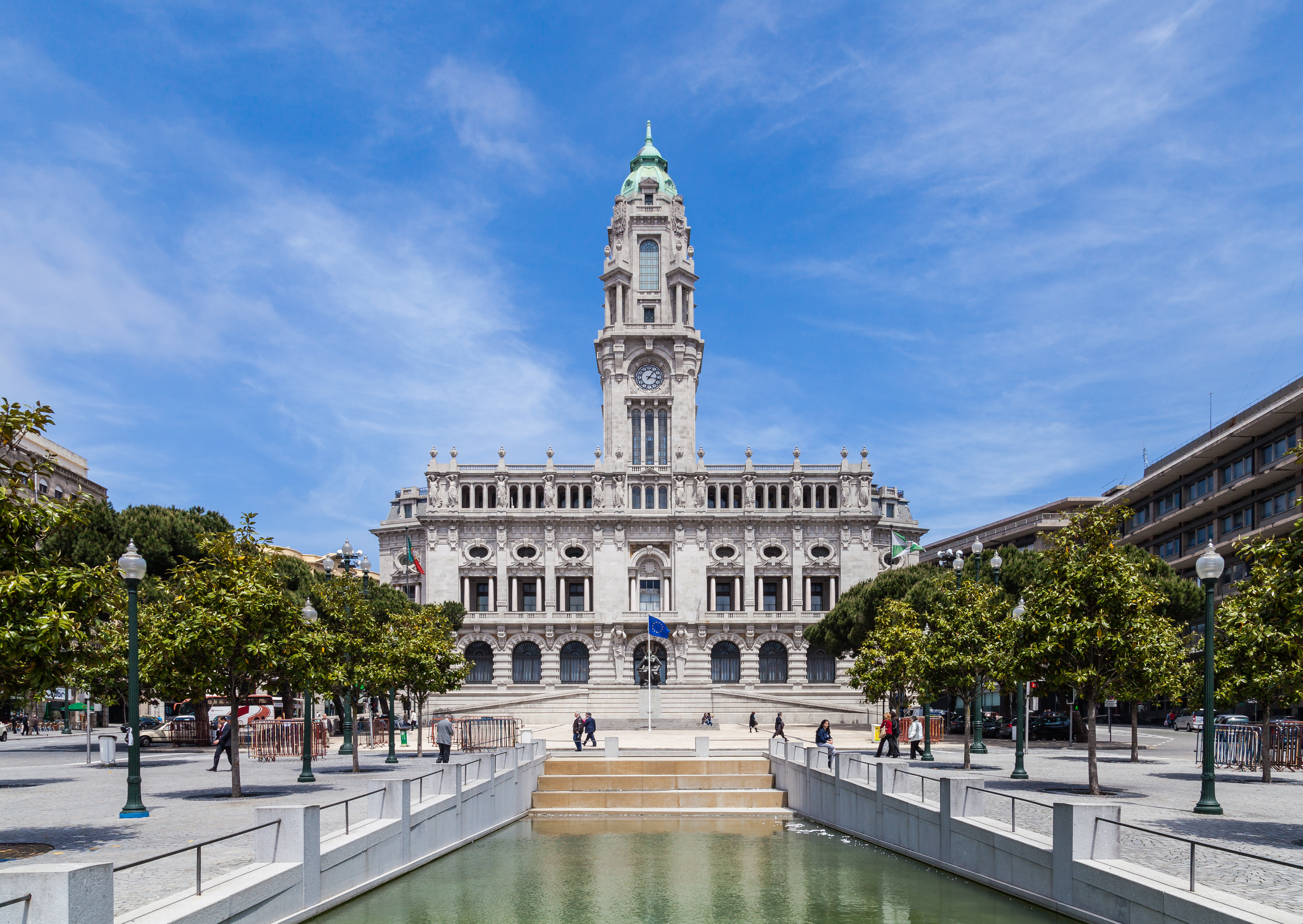
Porto (2001)
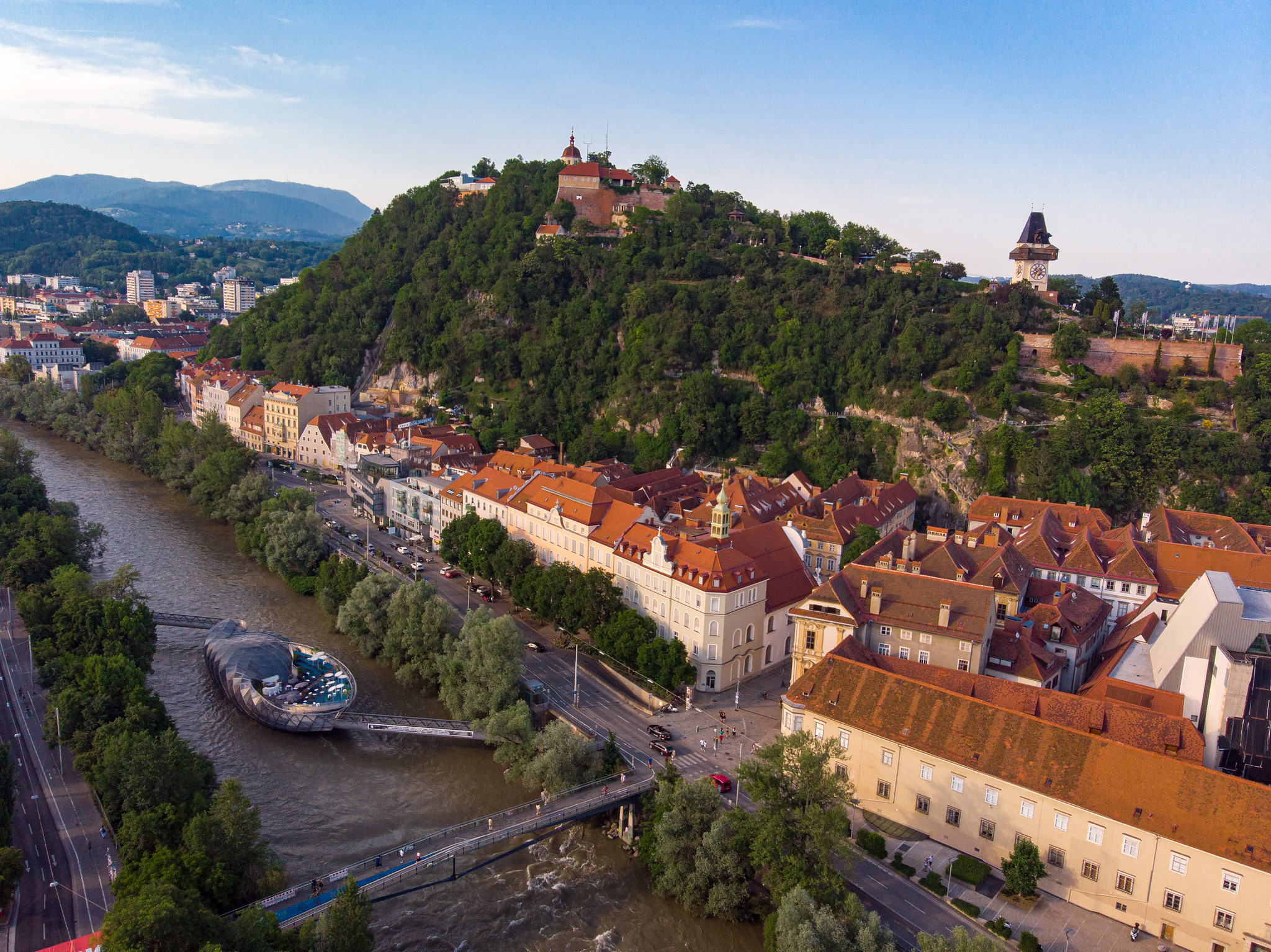
Graz (2003)
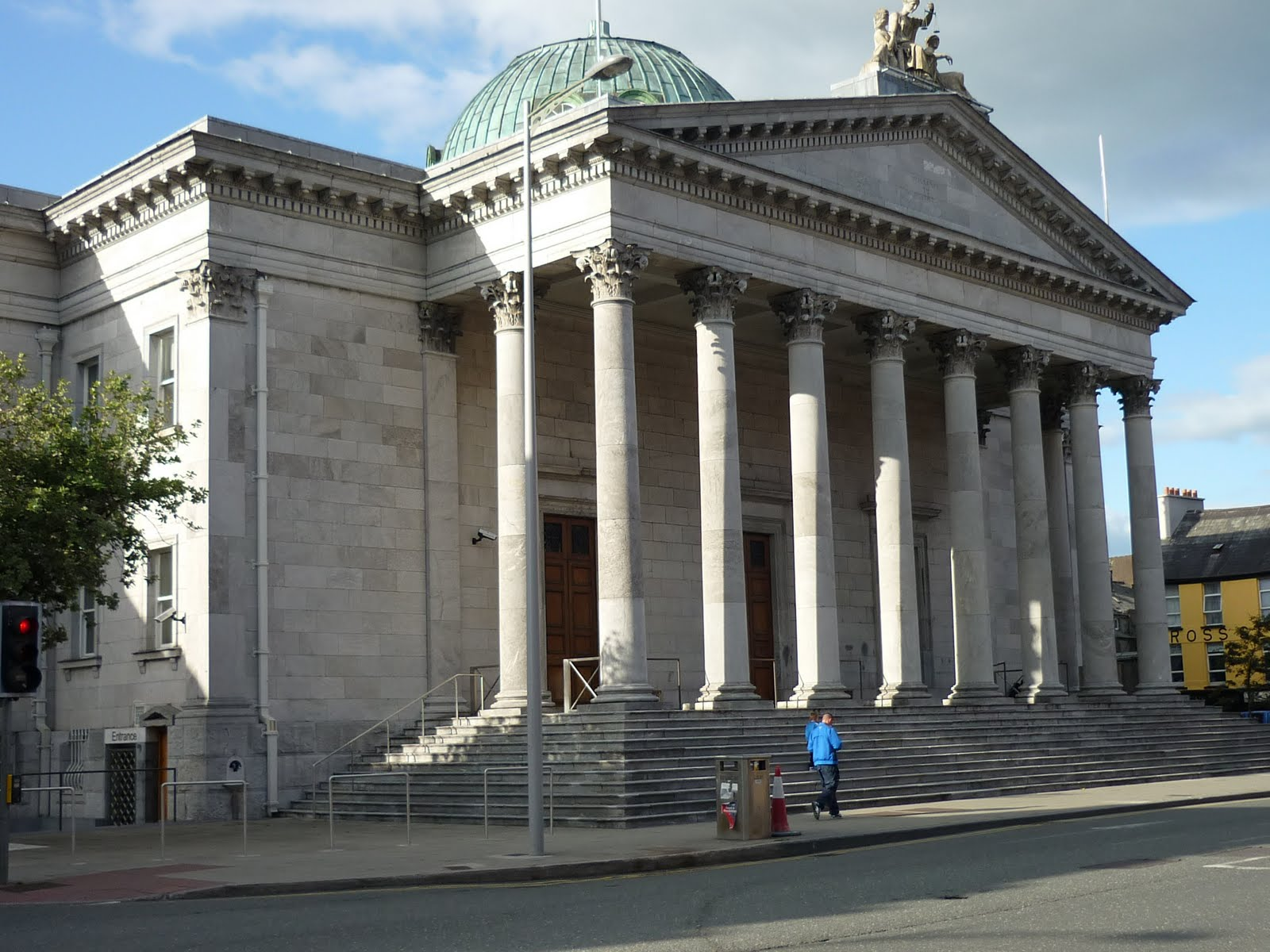
Cork (2005)
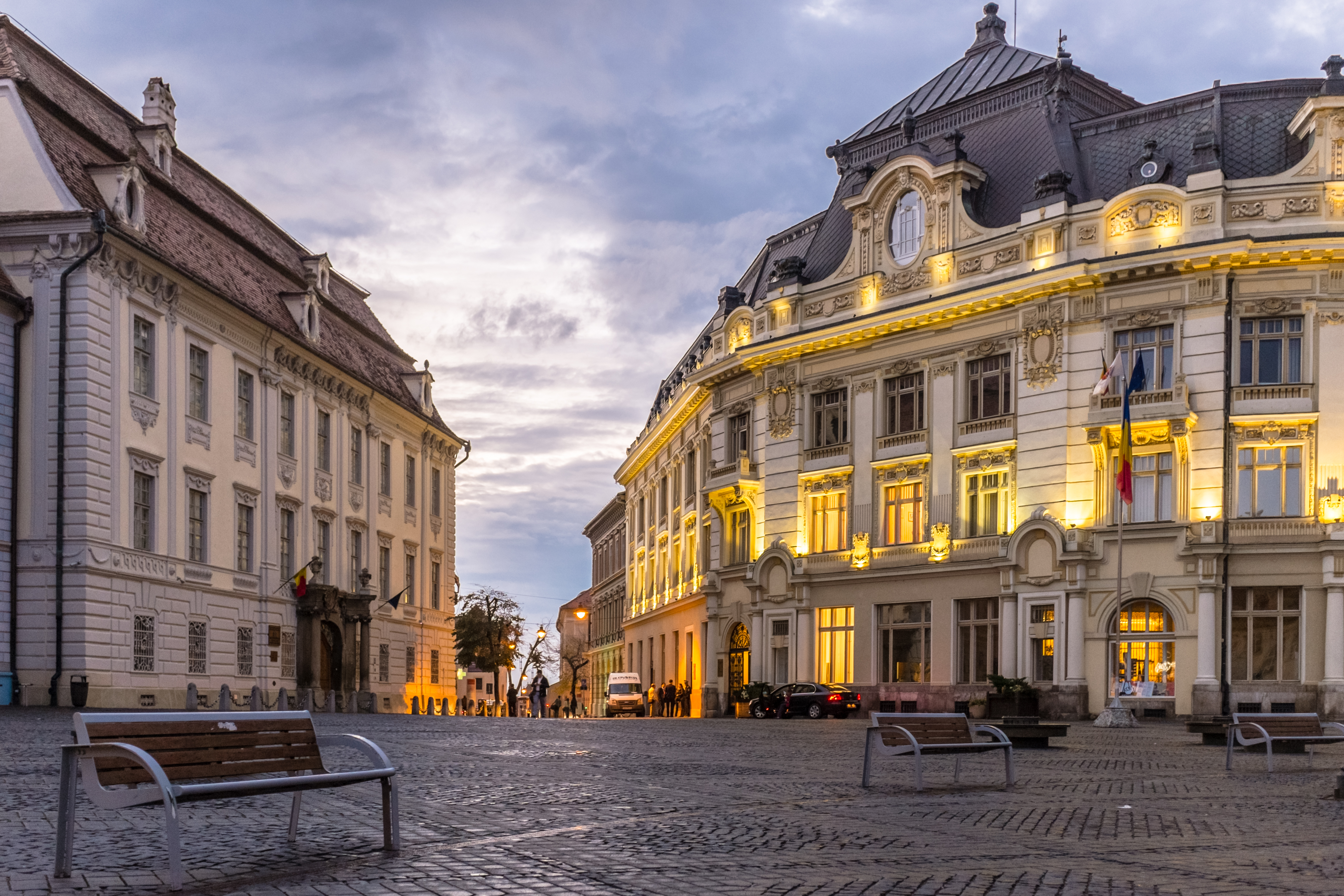
Sibiu (2007)
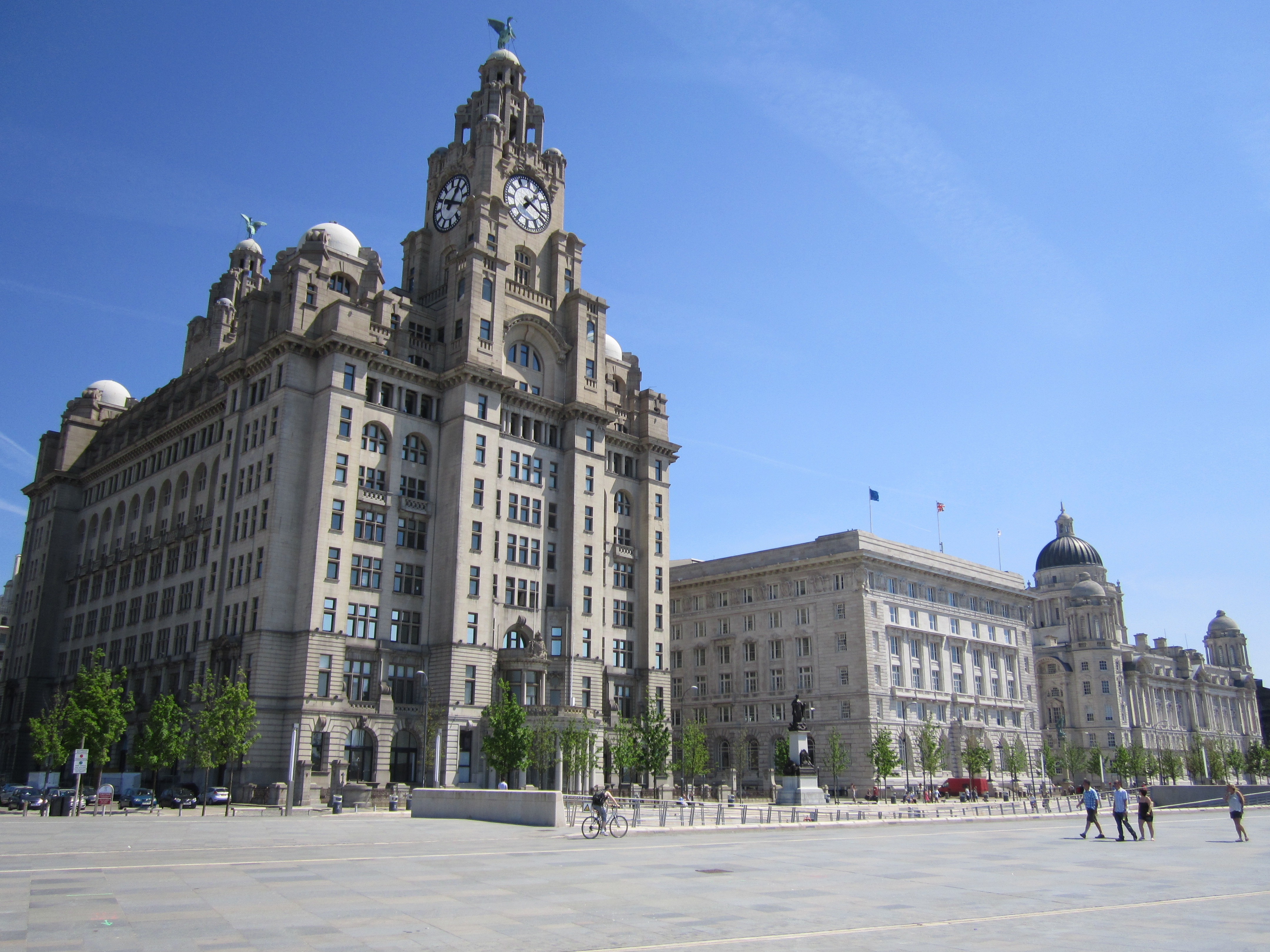
Liverpool (2008)
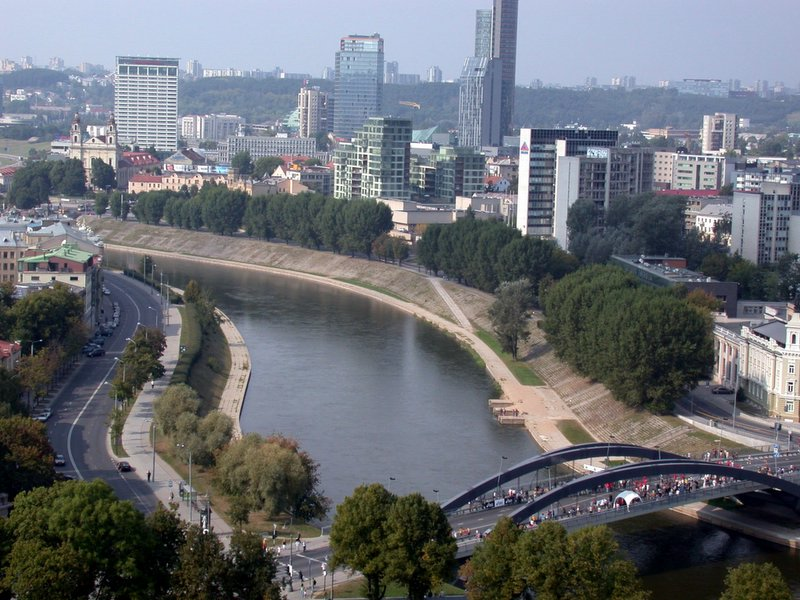
Vilnius (2009)
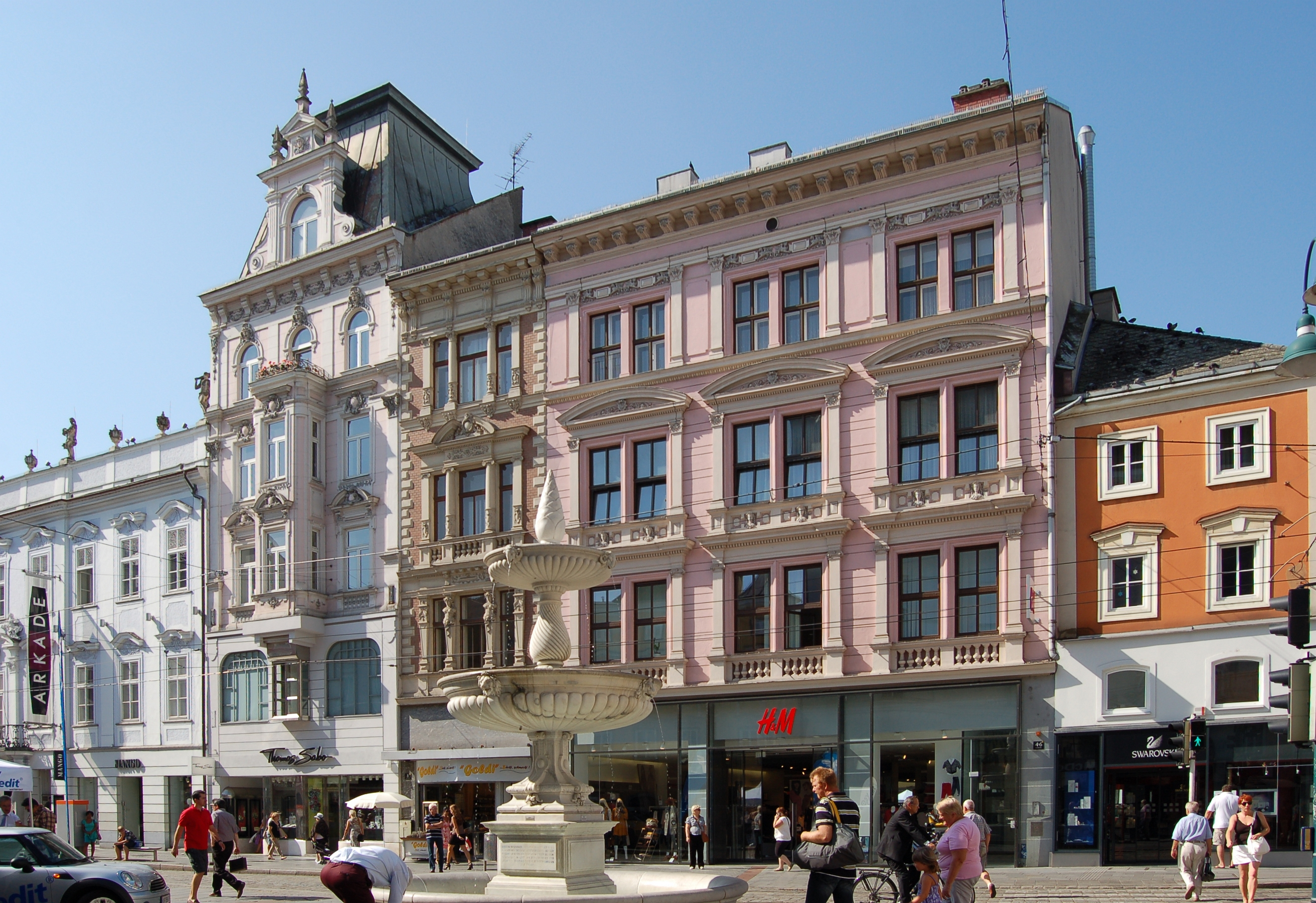
Linz (2009)
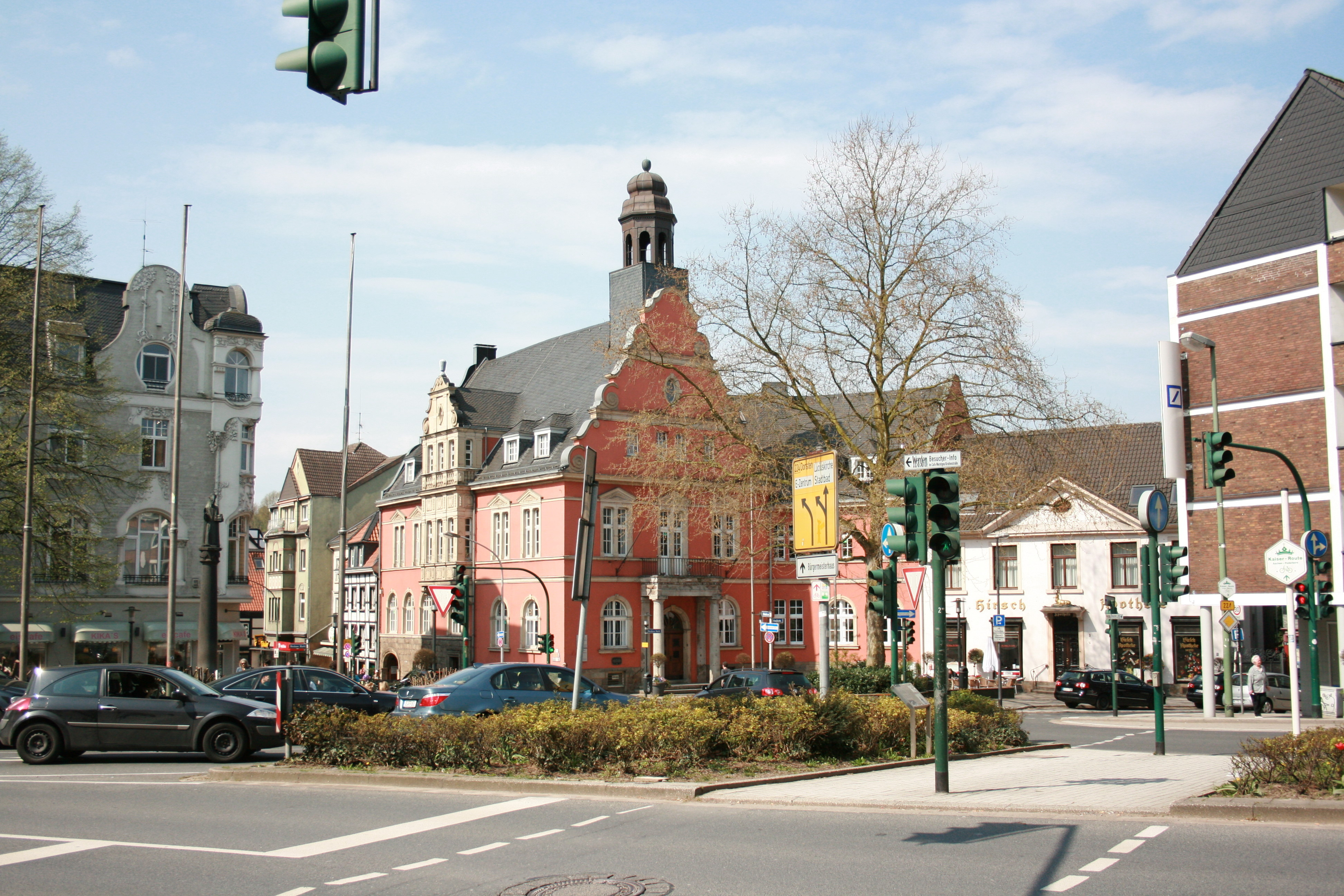
Essen (2010)
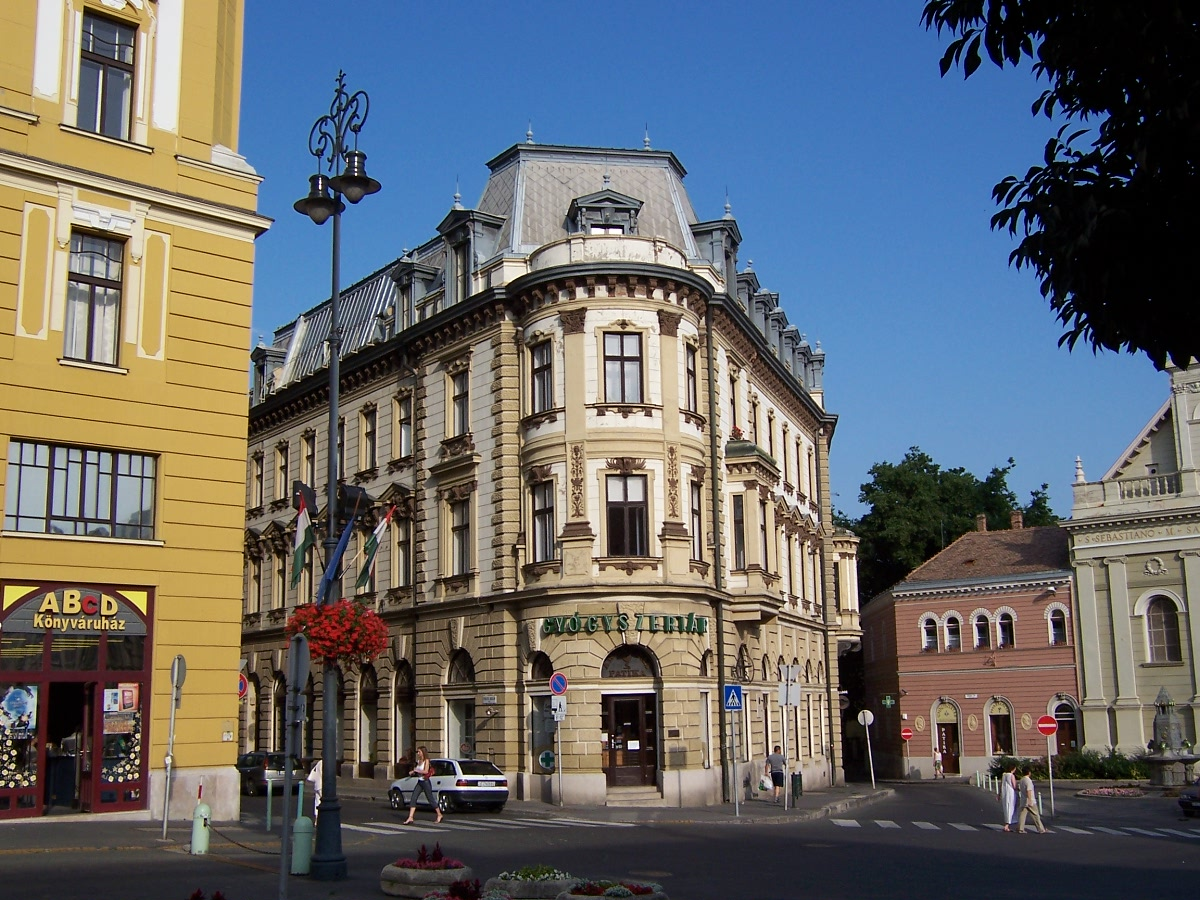
Pécs (2010)
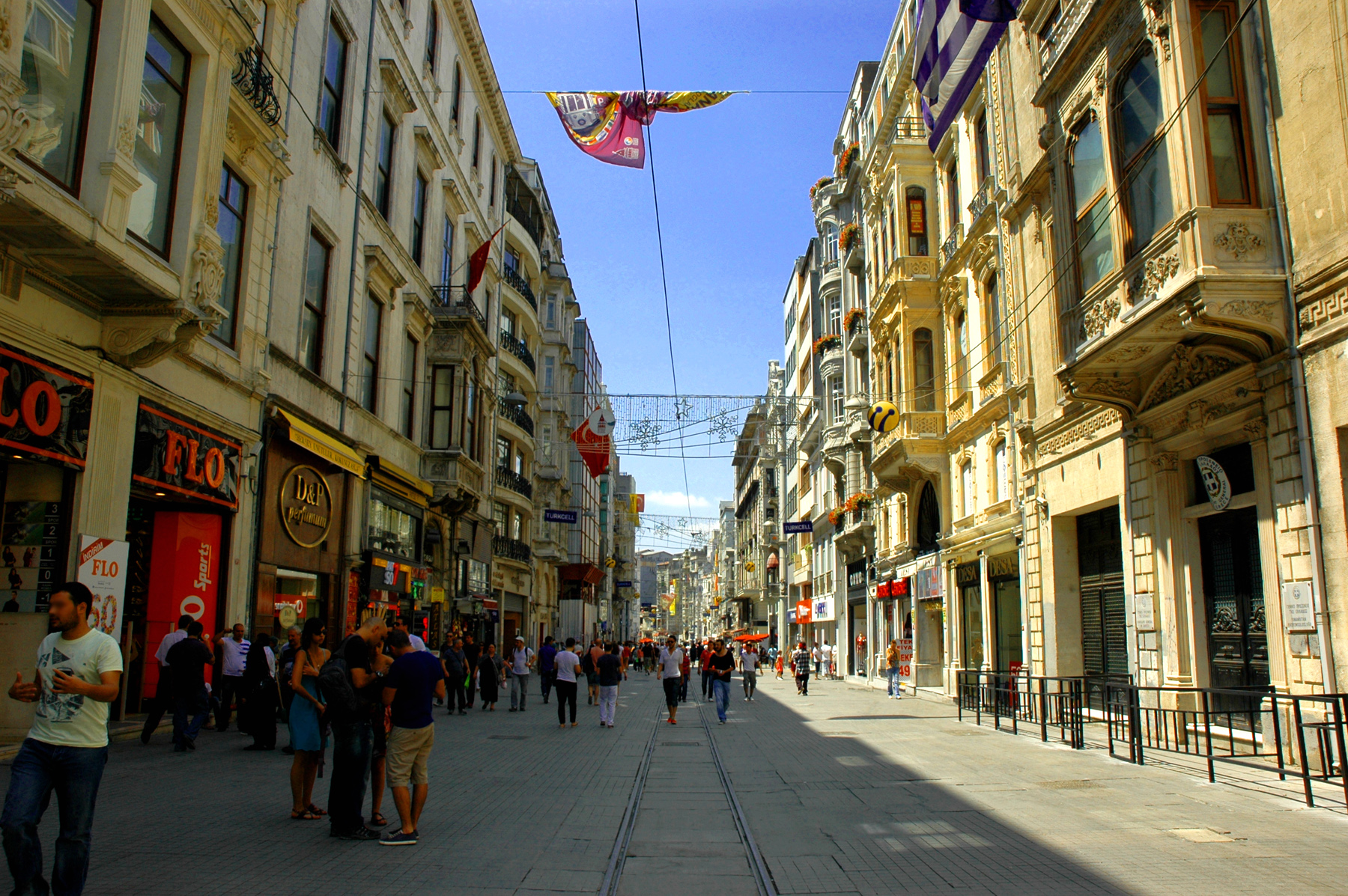
Istanbul (2010)
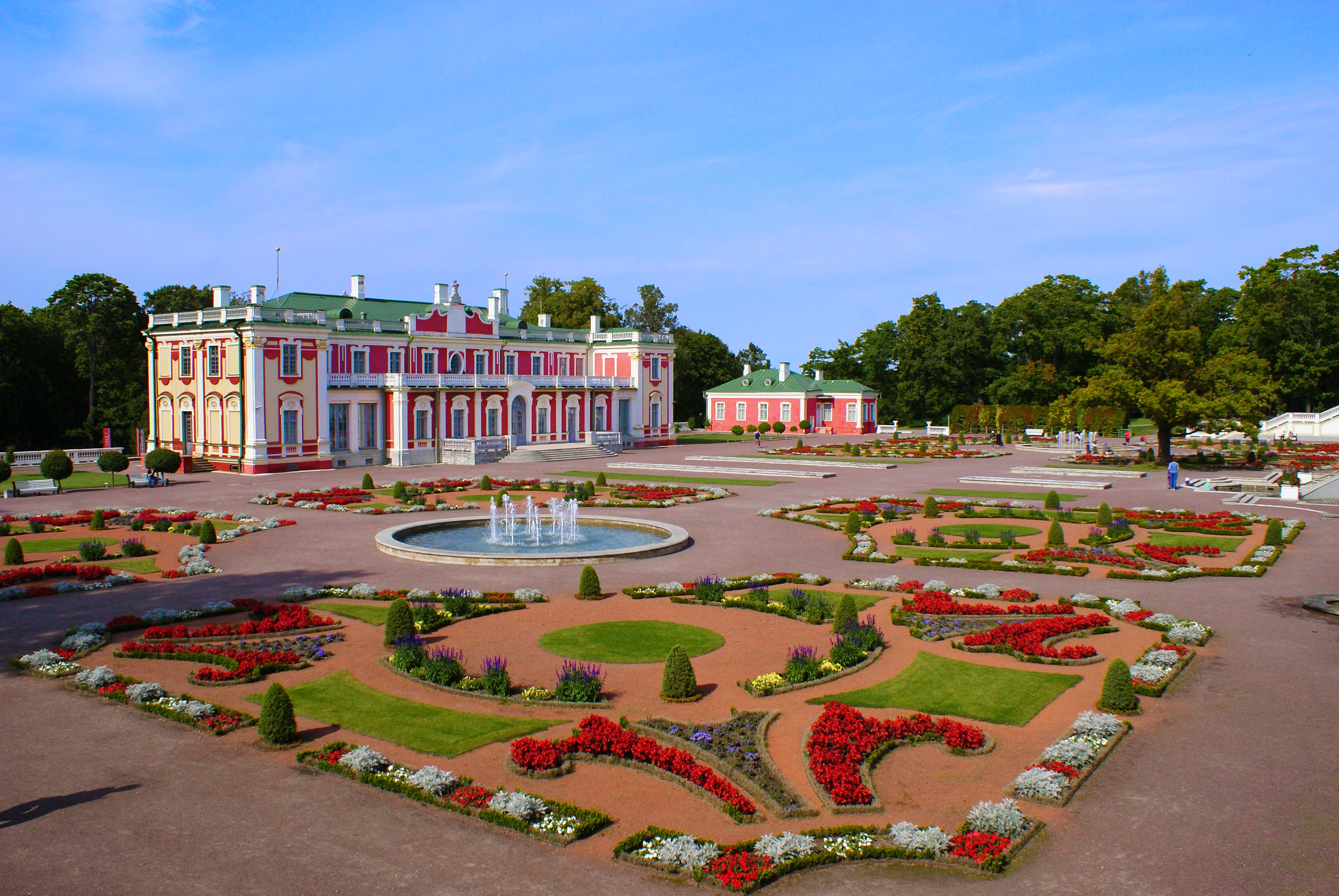
Tallin (2011)
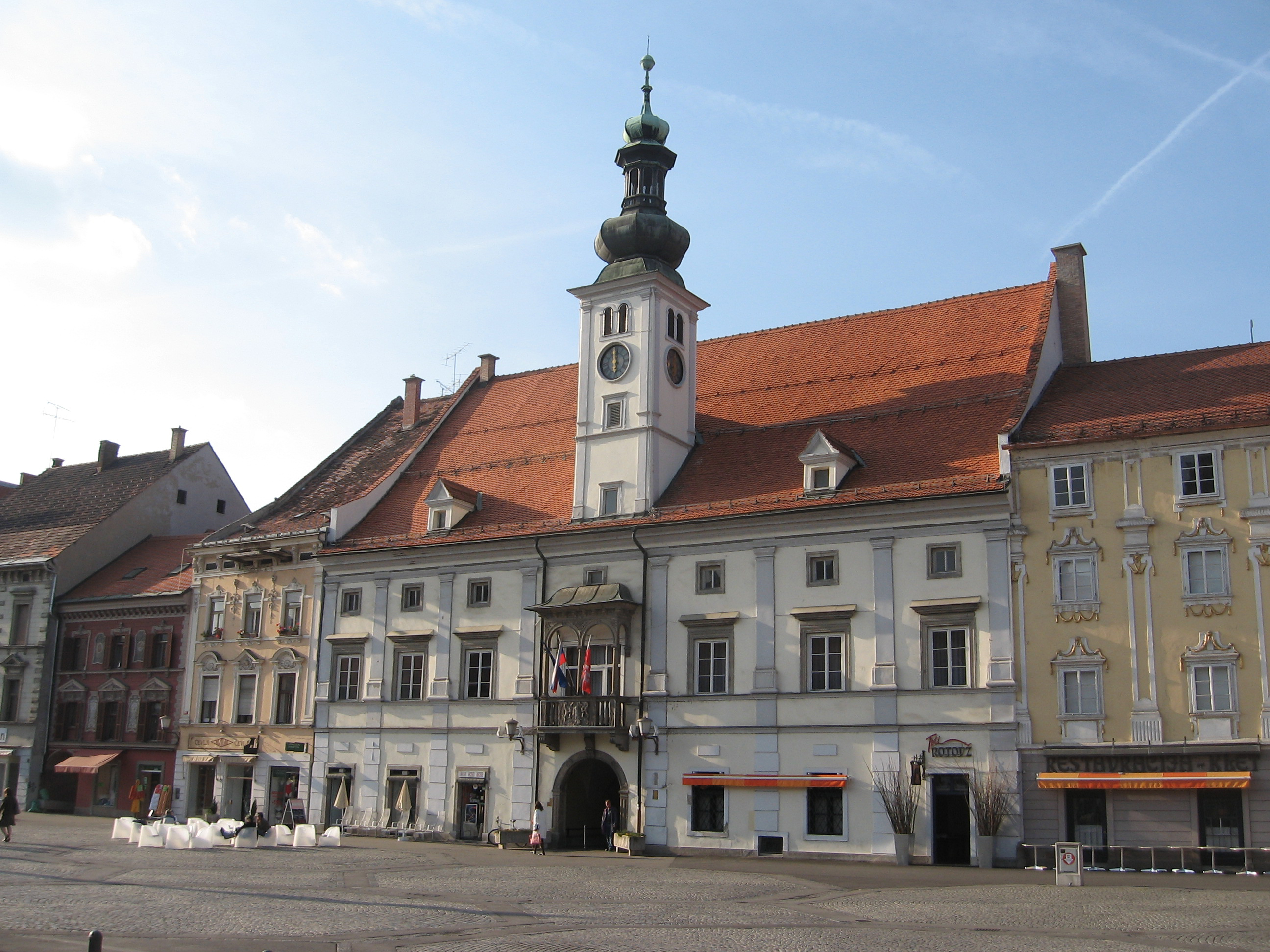
Maribor (2012)
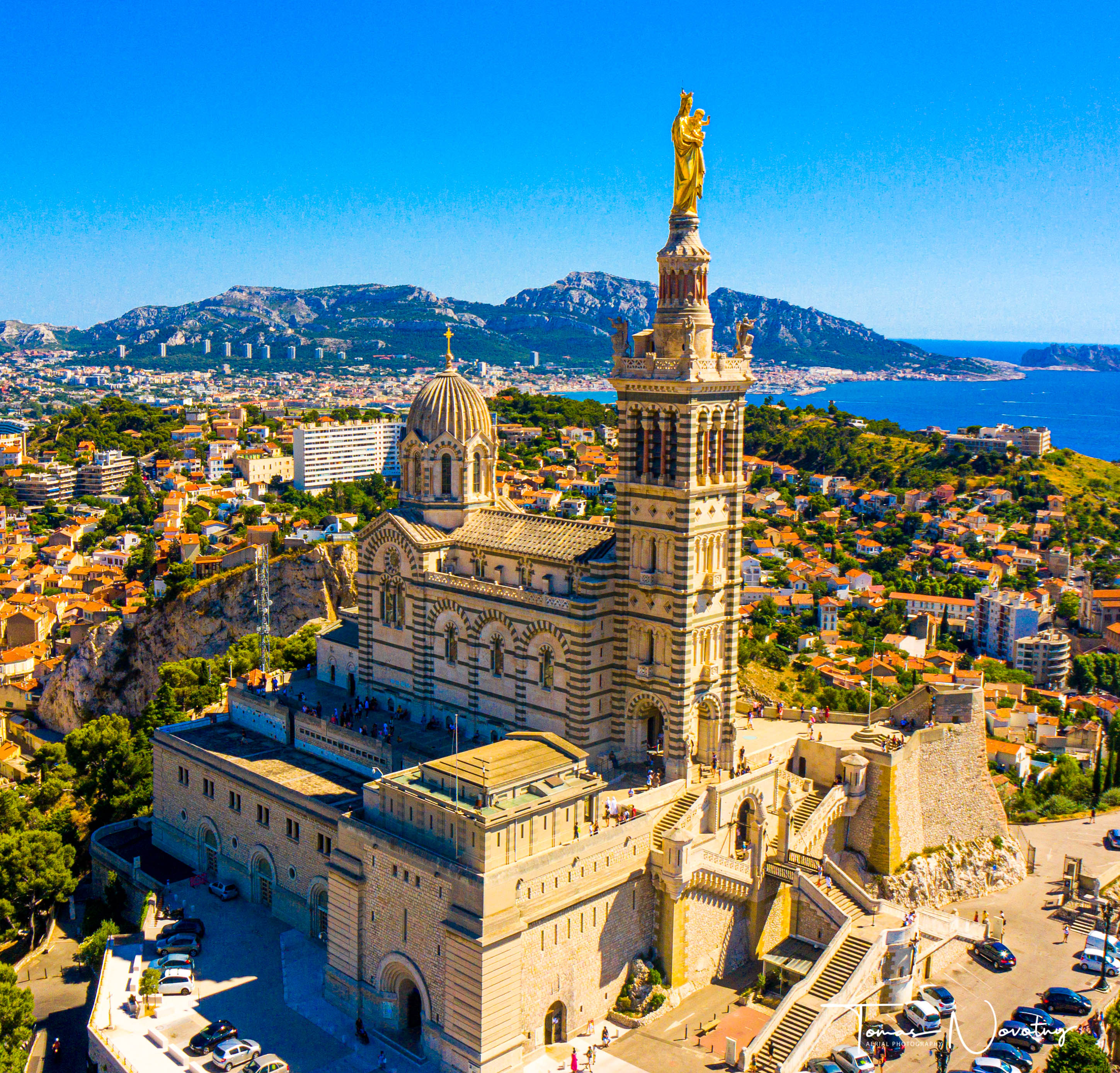
Marsilia (2013)
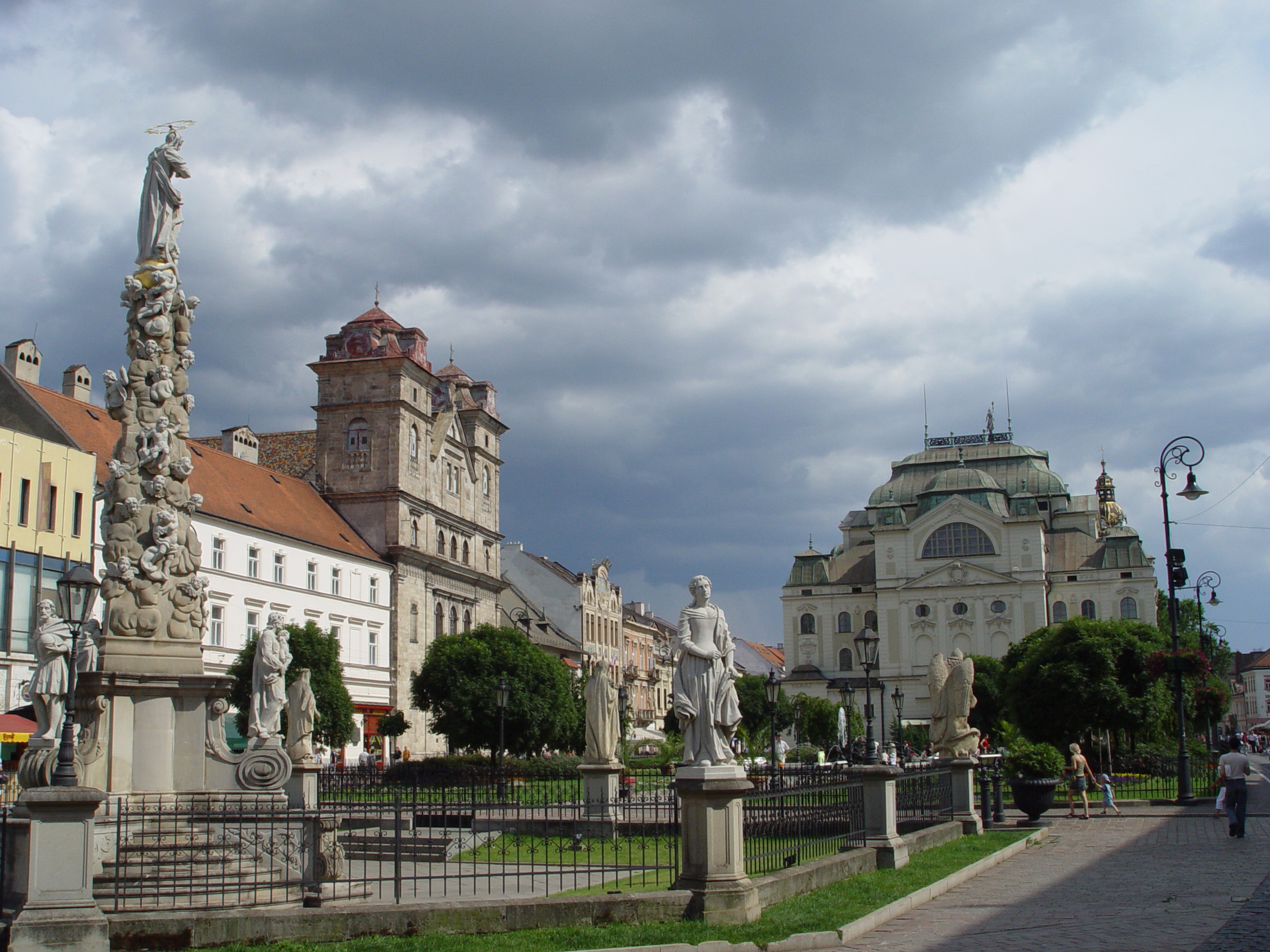
Košice (2013)
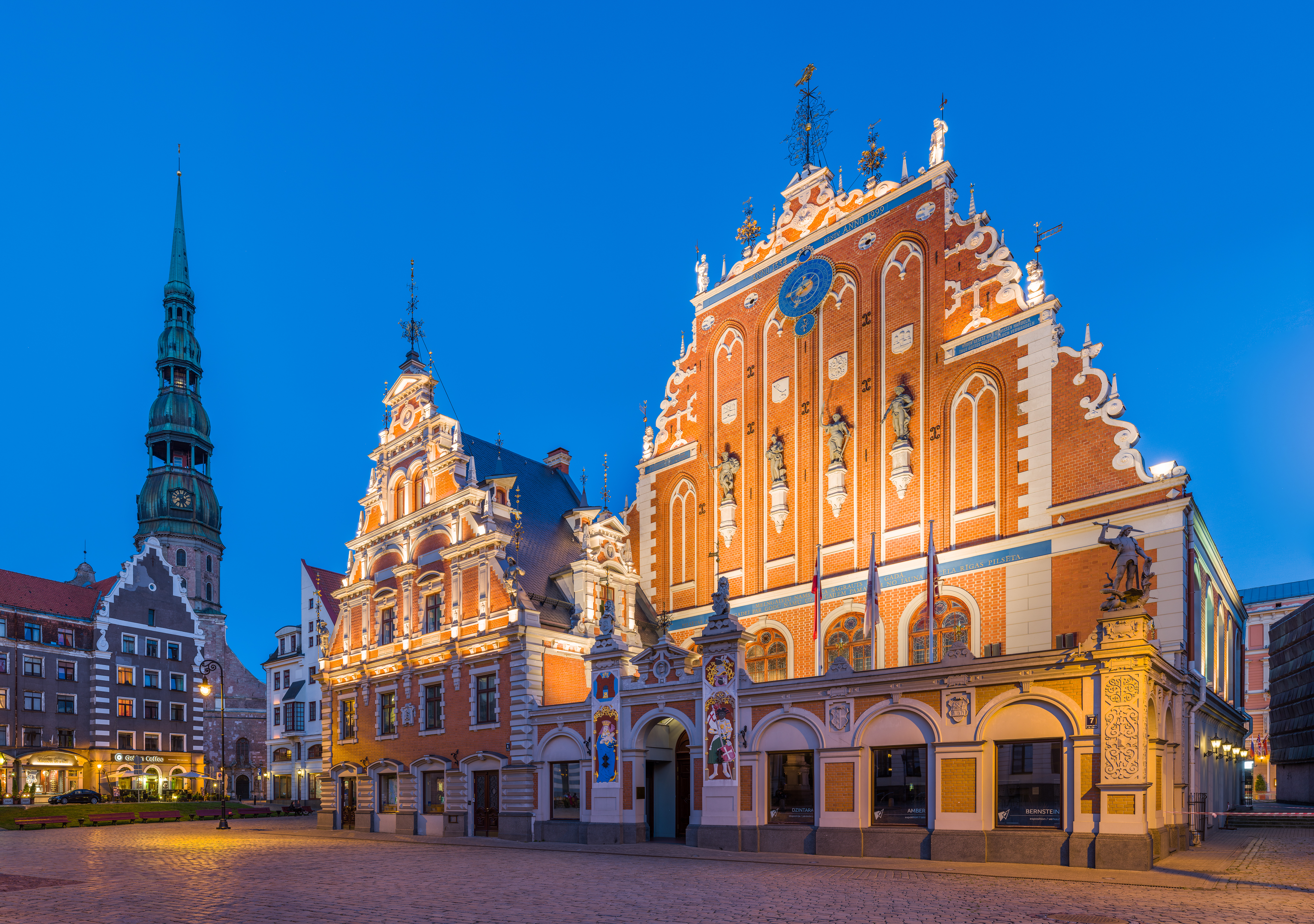
Riga (2014)
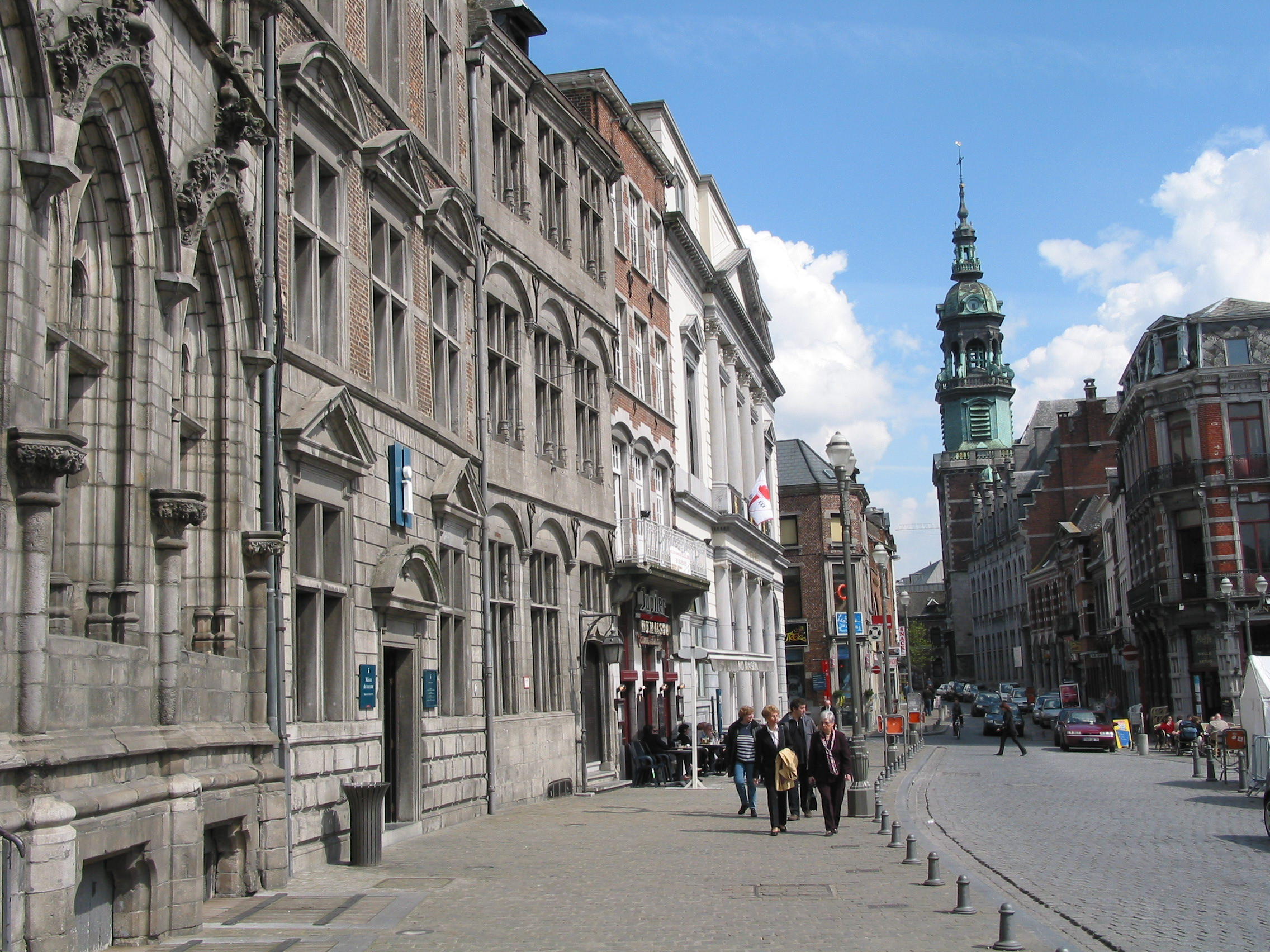
Mons (2015)
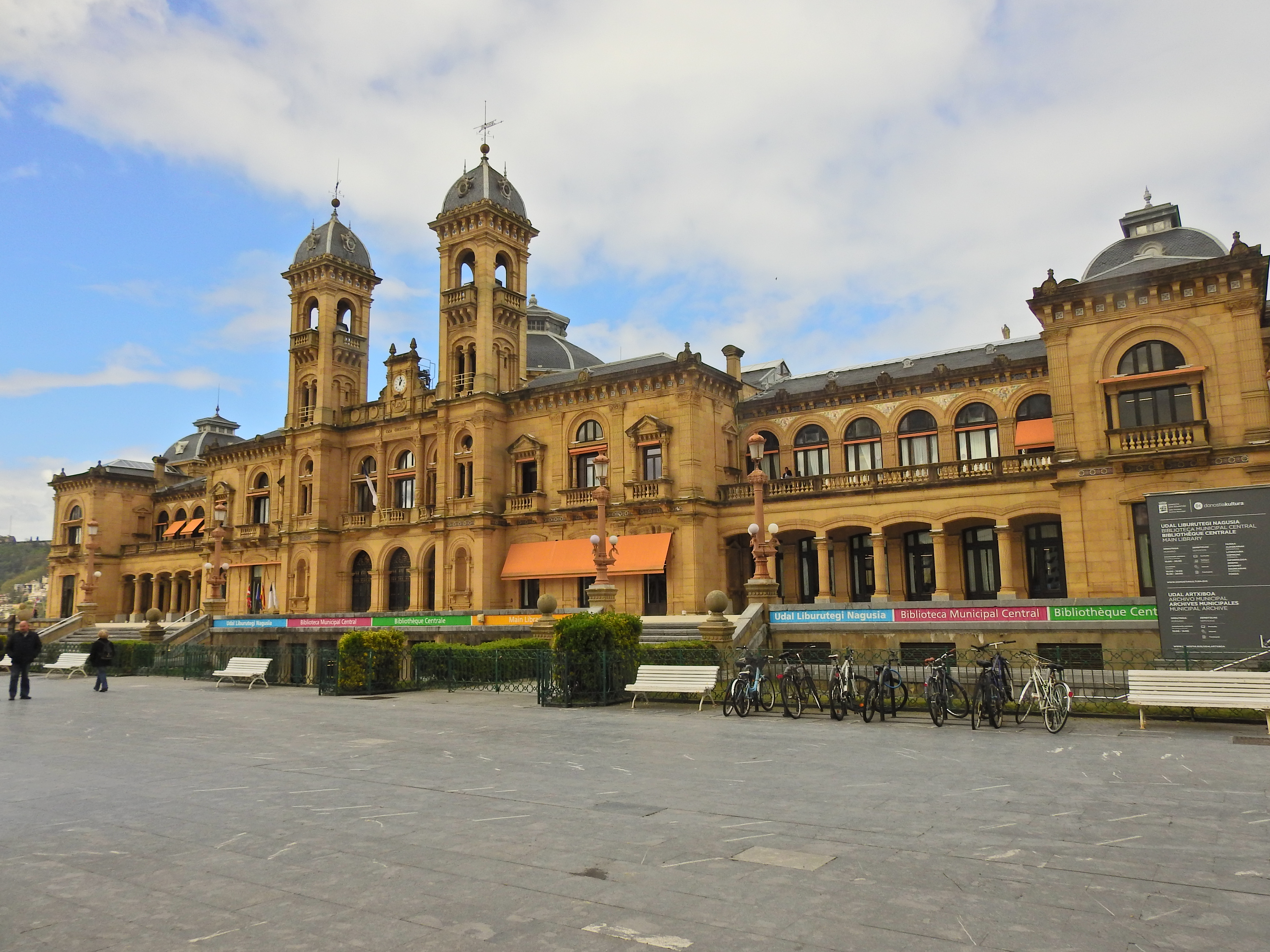
San Sebastián (2016)
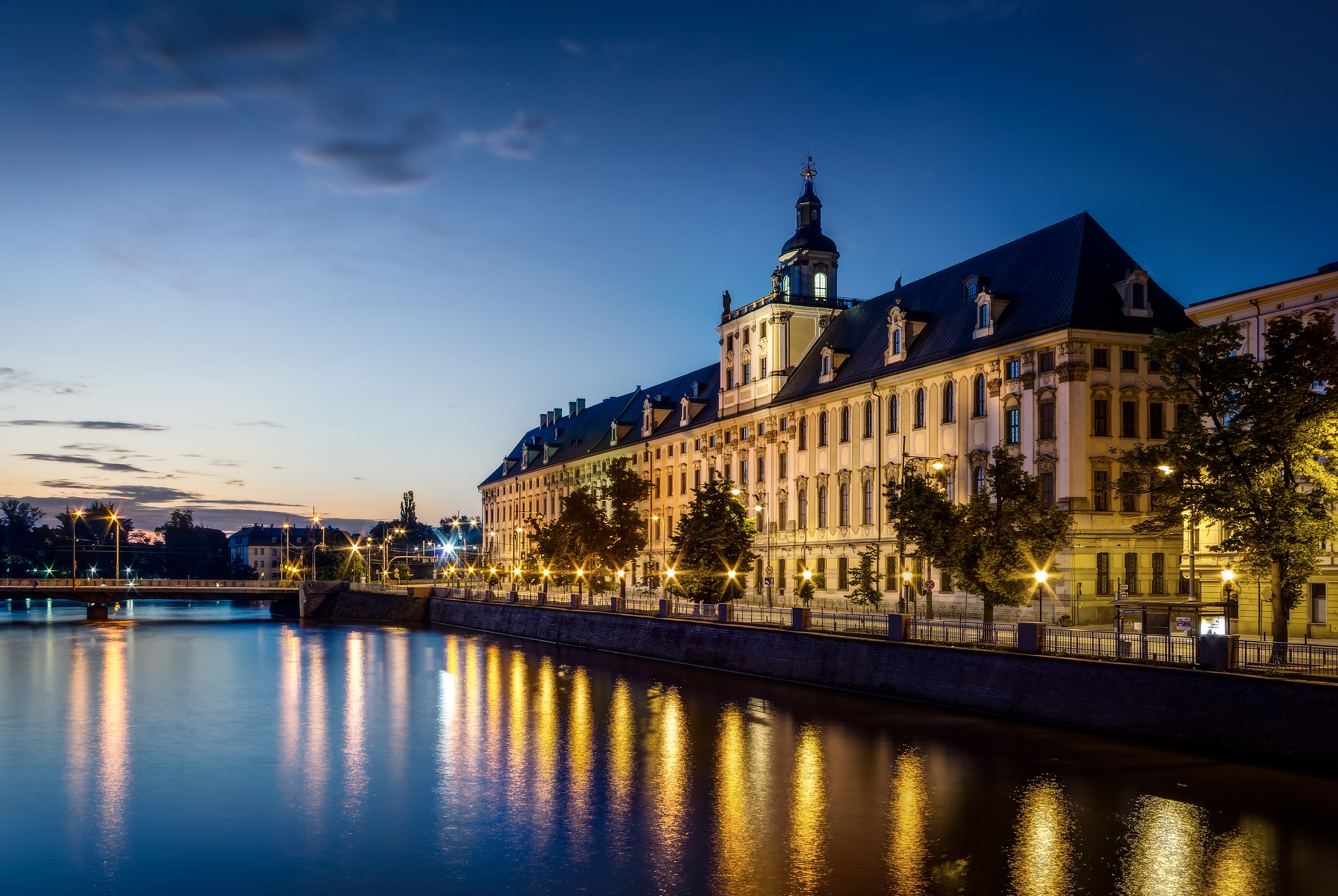
Wrocław (2016)
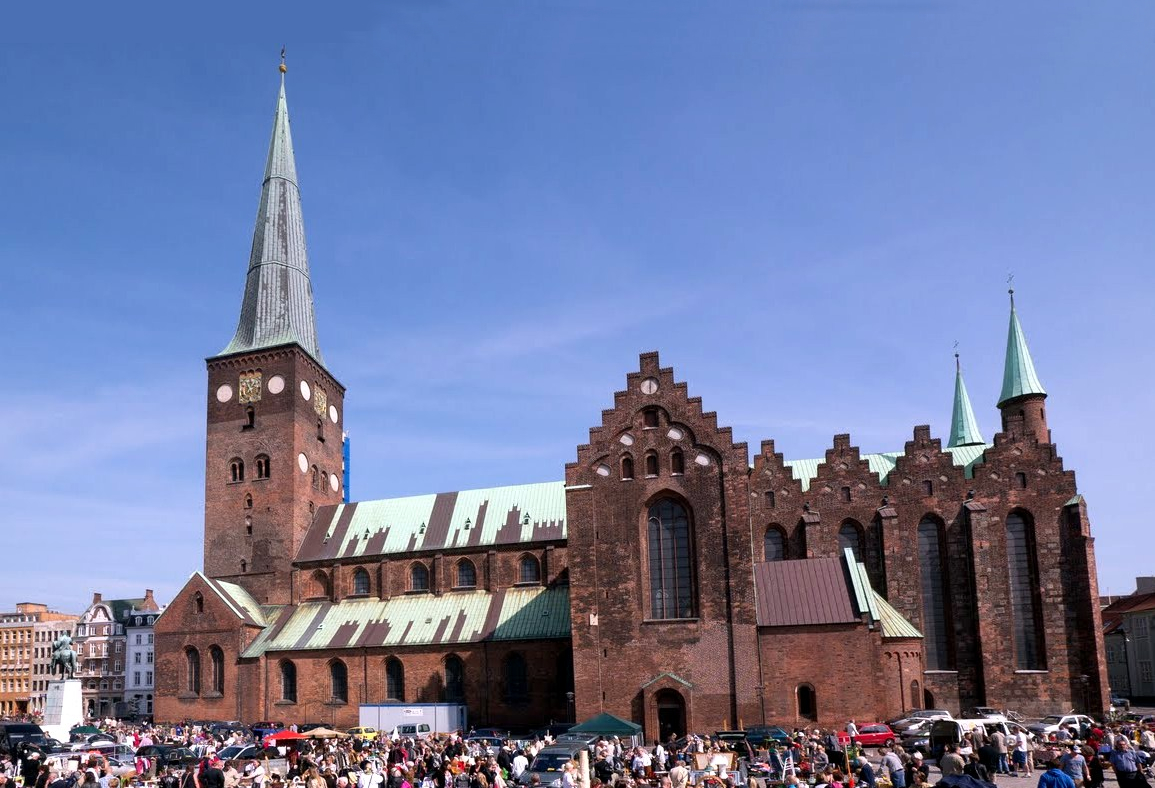
Aarhus (2017)
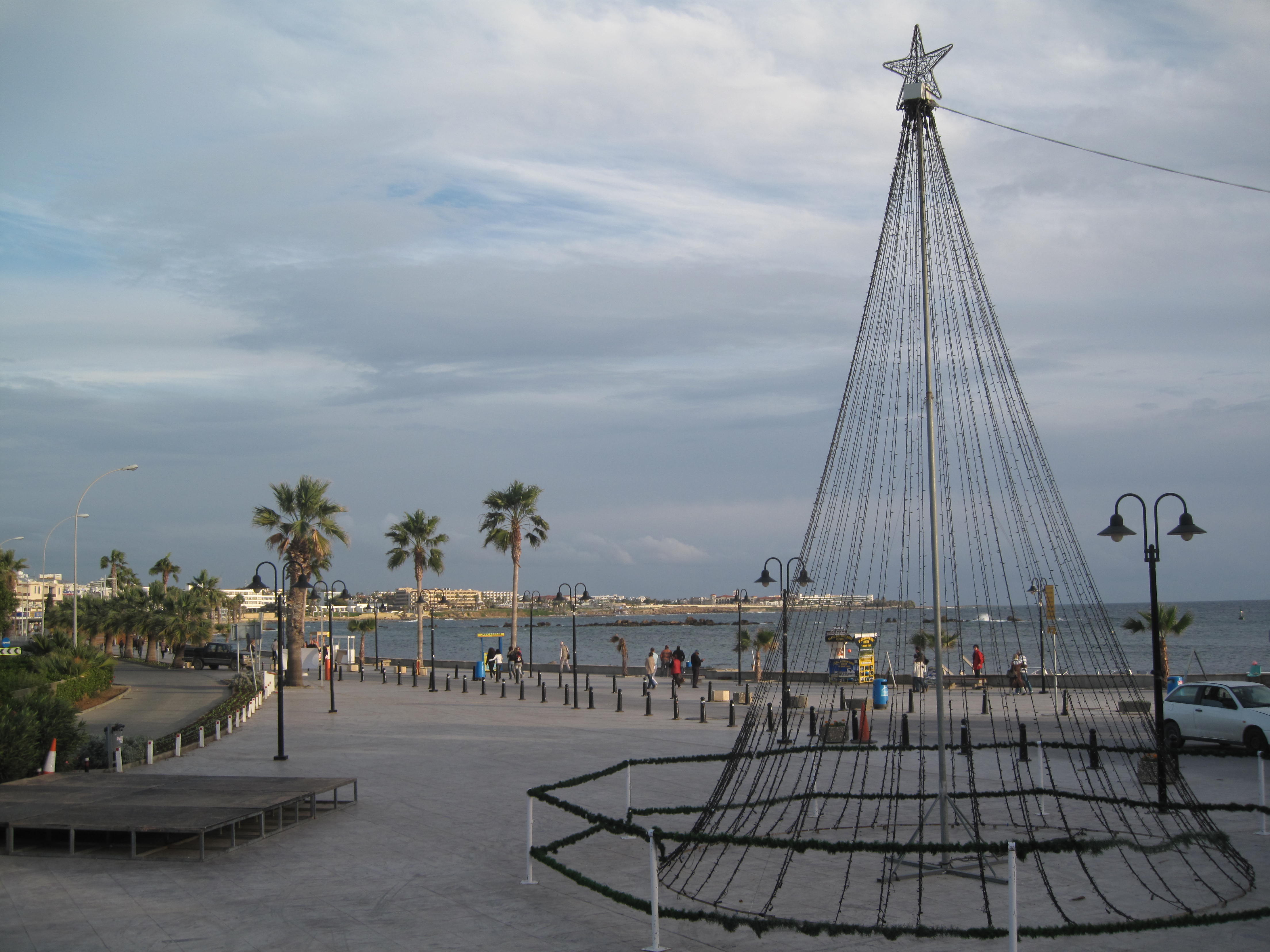
Paphos (2017)
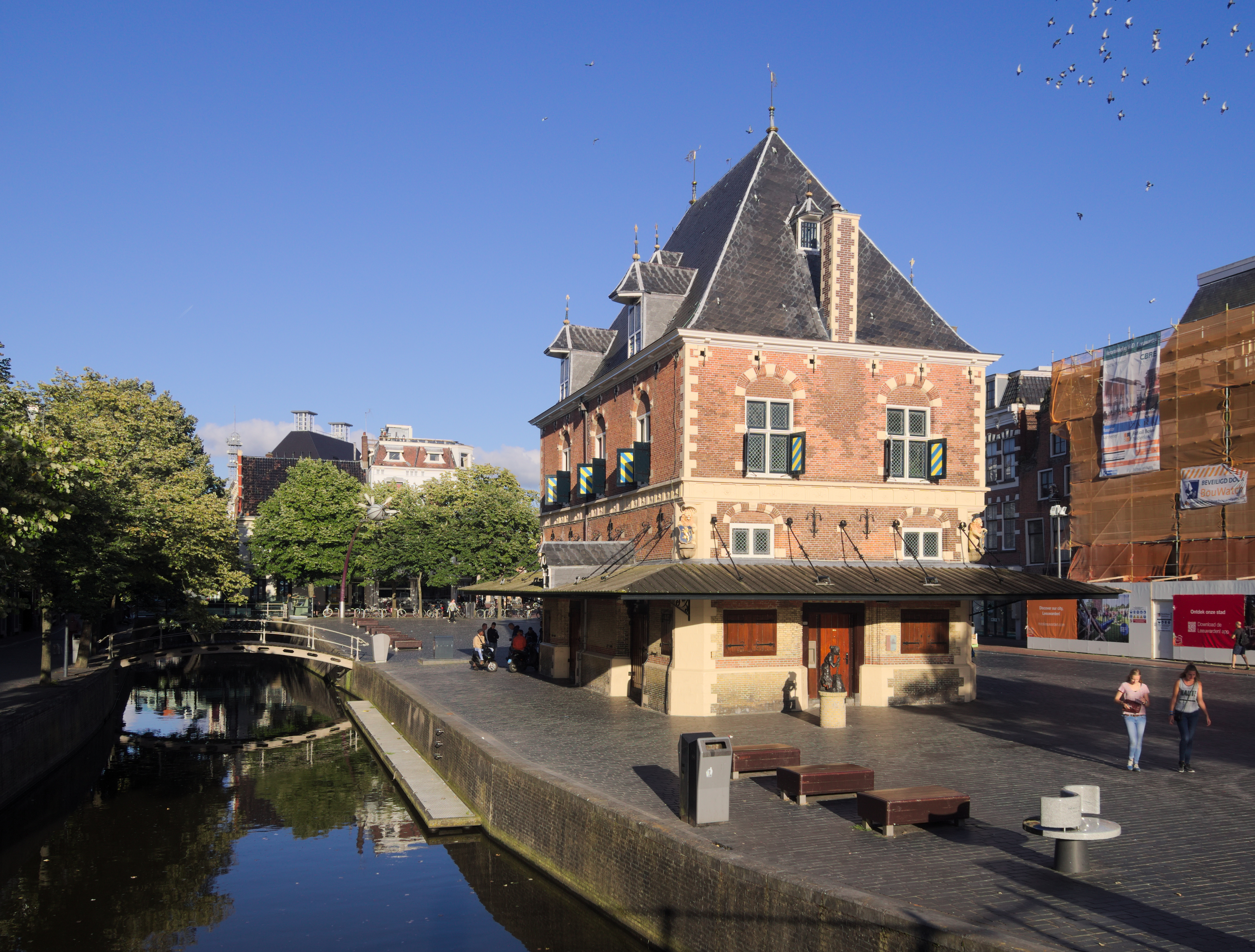
Leeuwarden (2018)
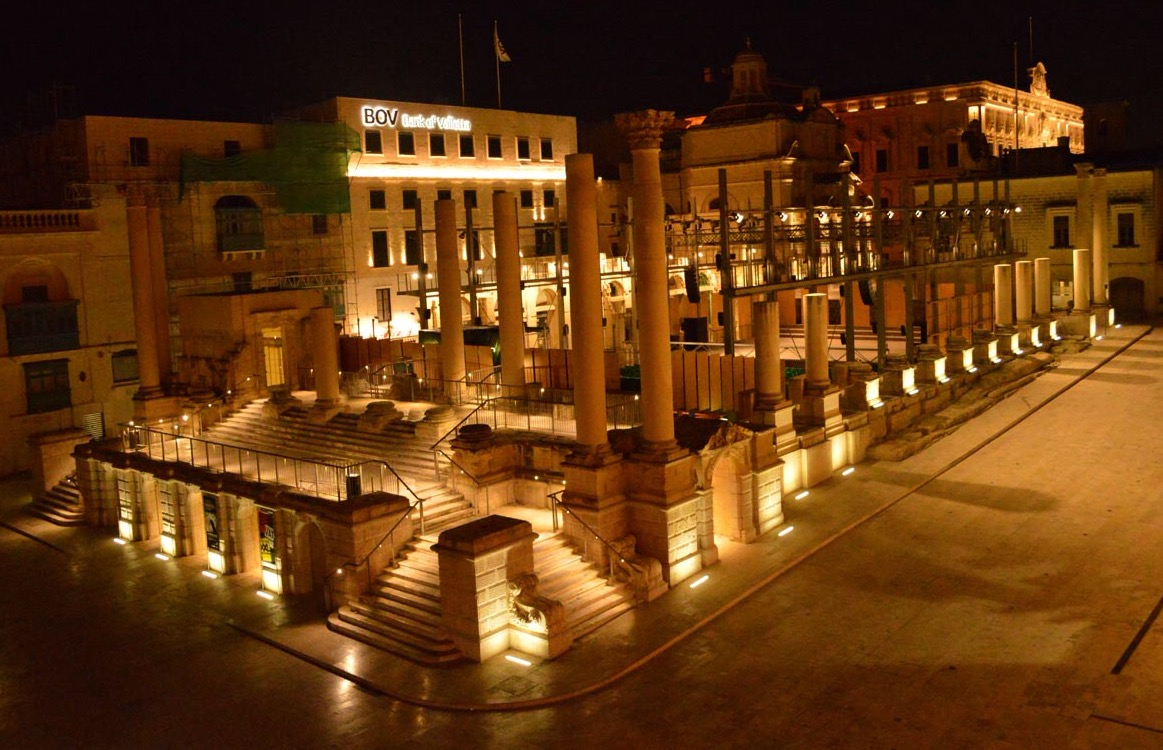
Valletta (2018)
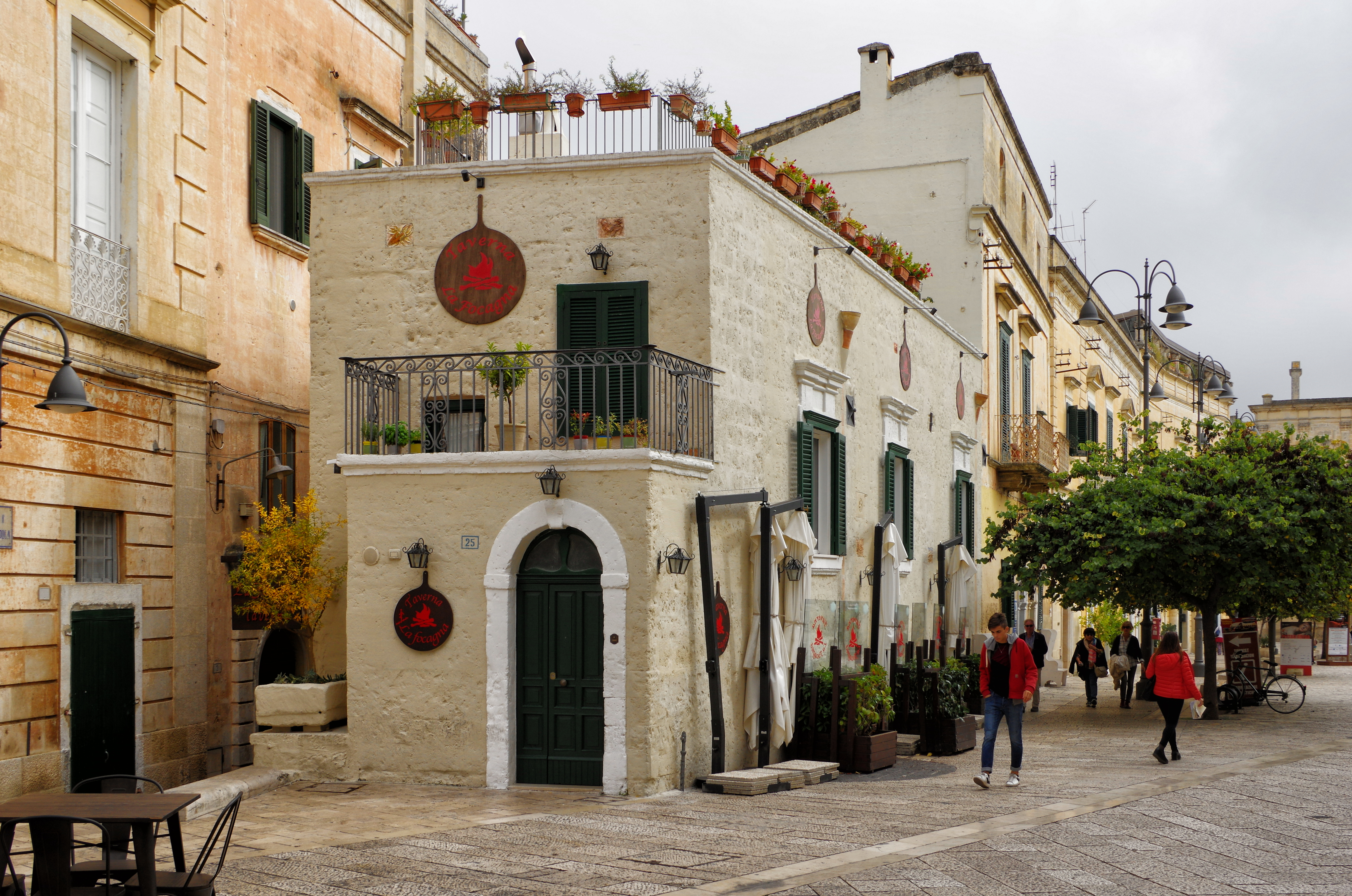
Matera (2019)
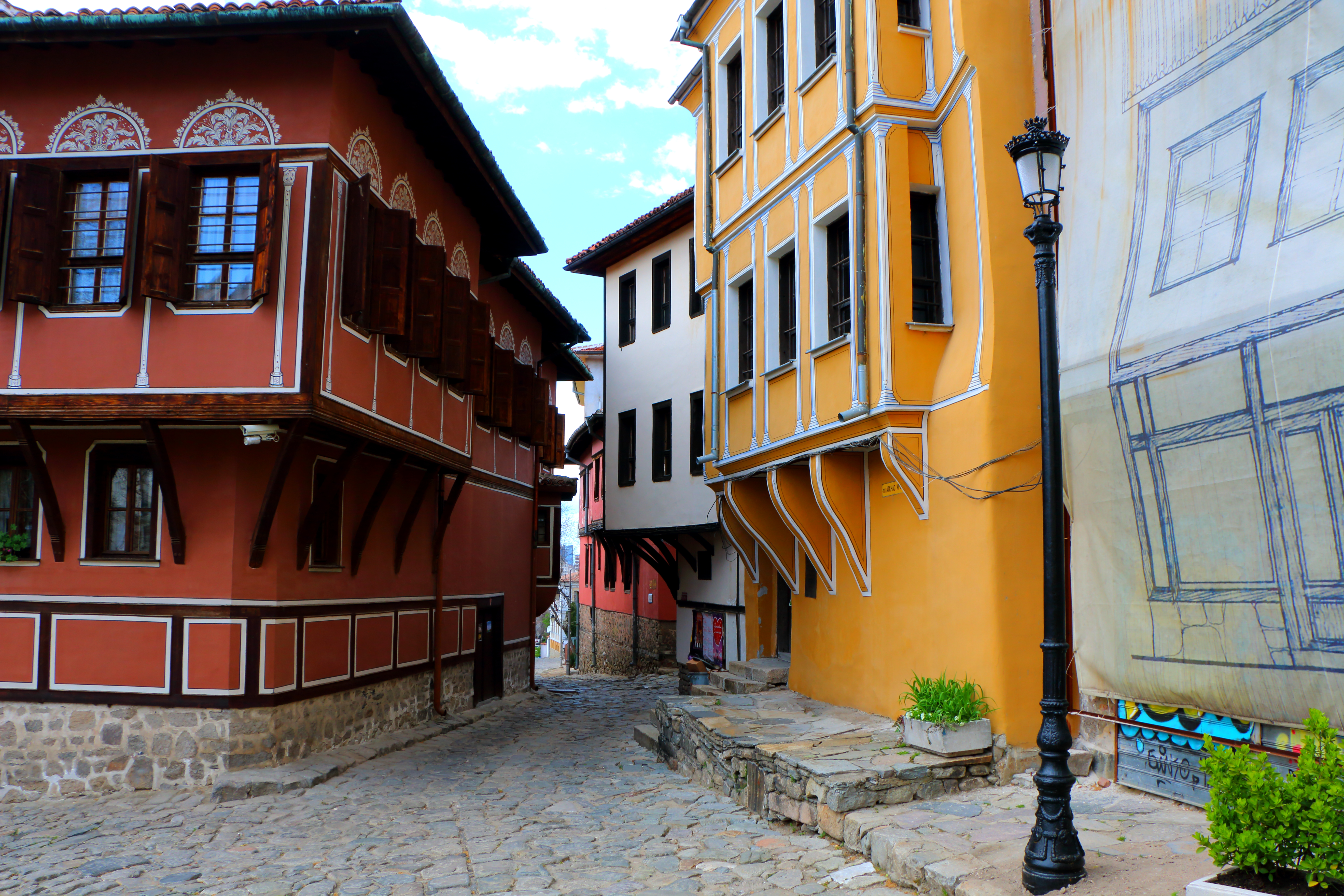
Plovdiv (2019)
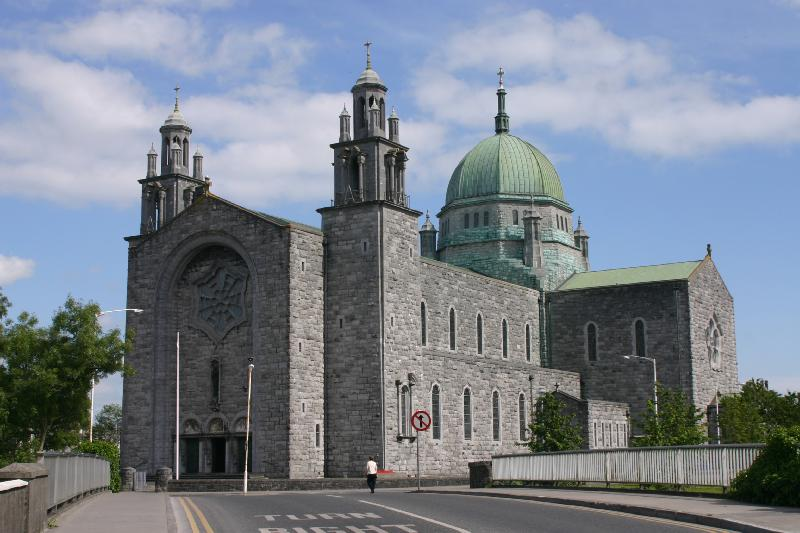
Galway (2020/2021)
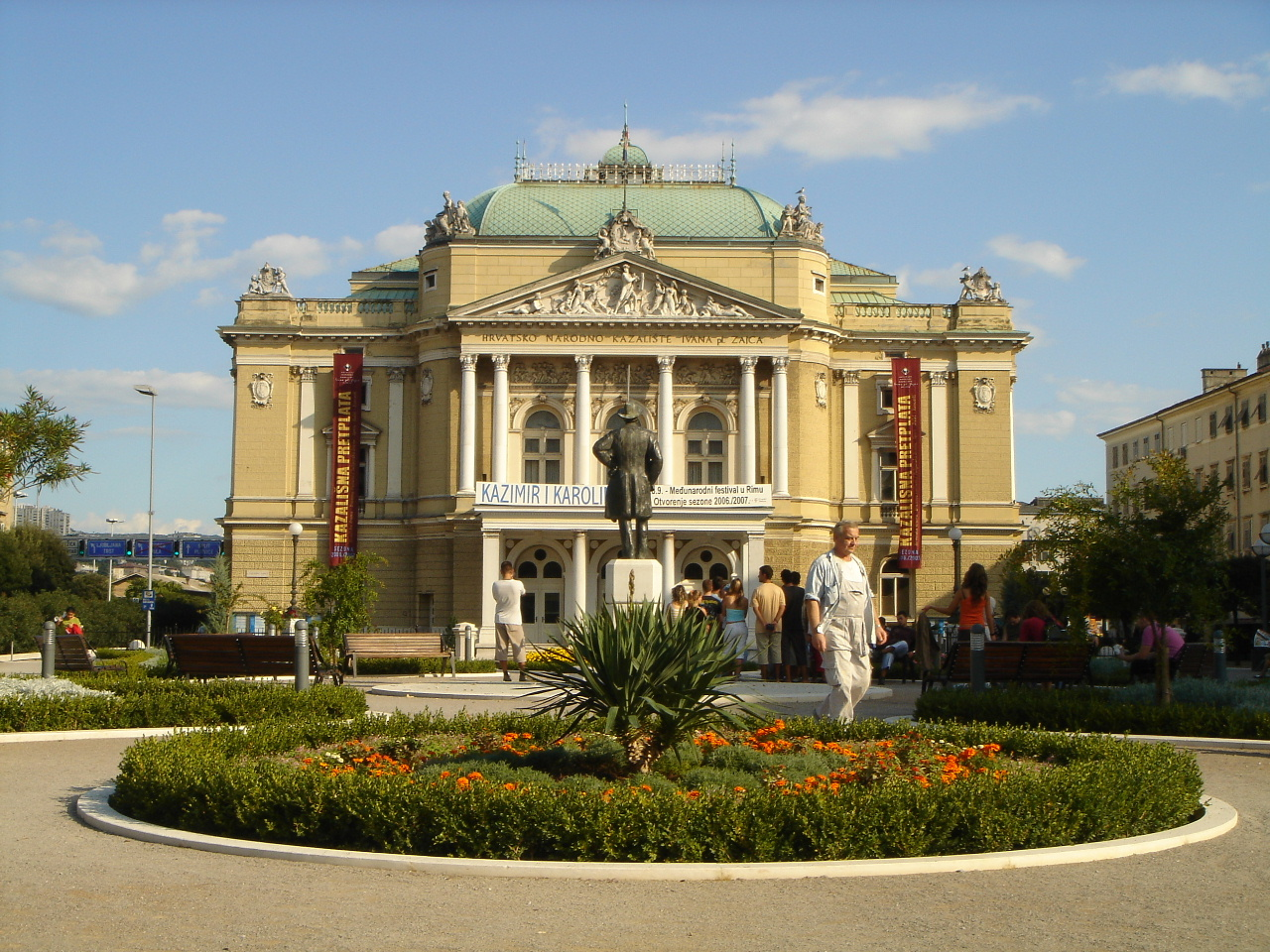
Rijeka (2020/2021)
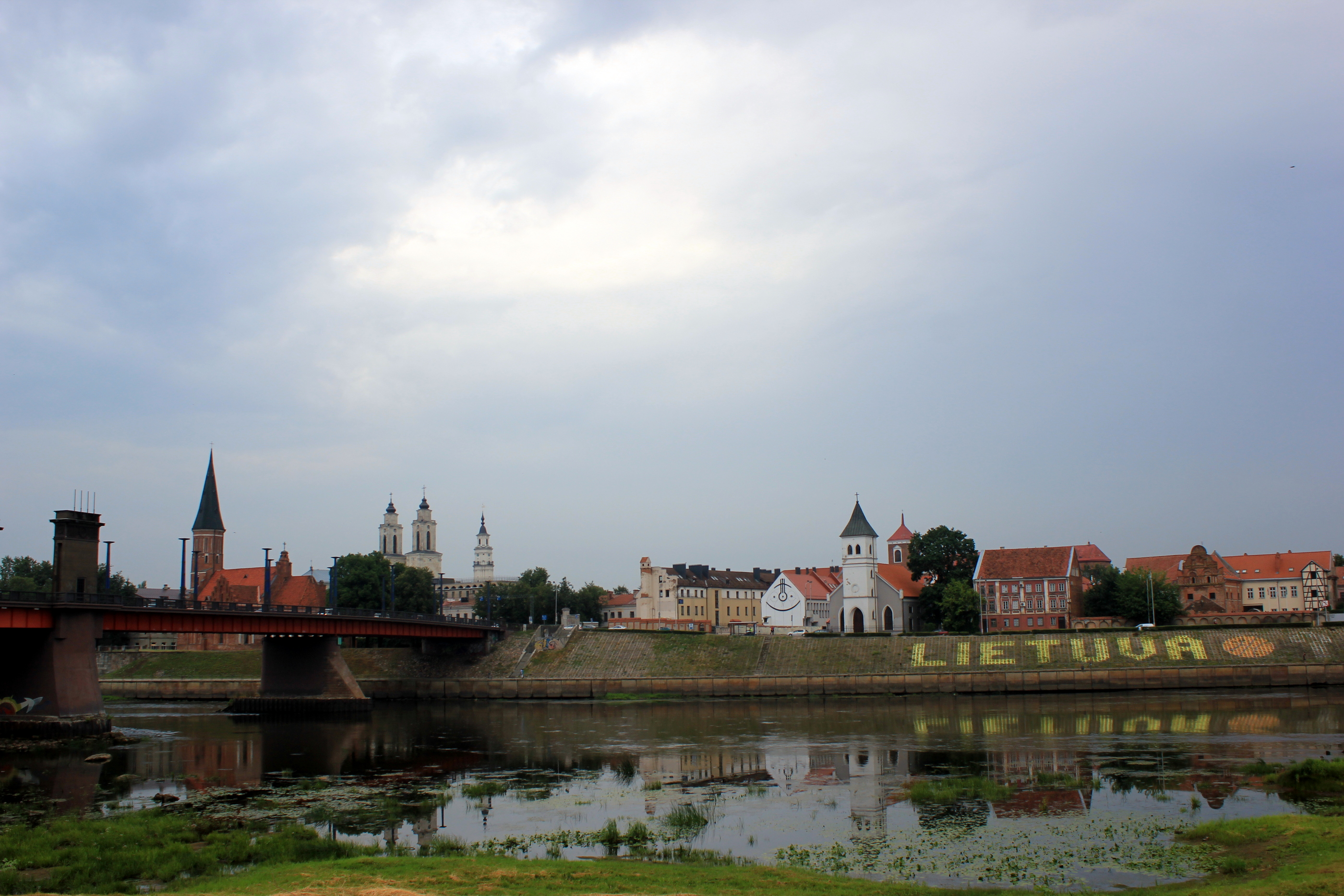
Kaunas (2022)
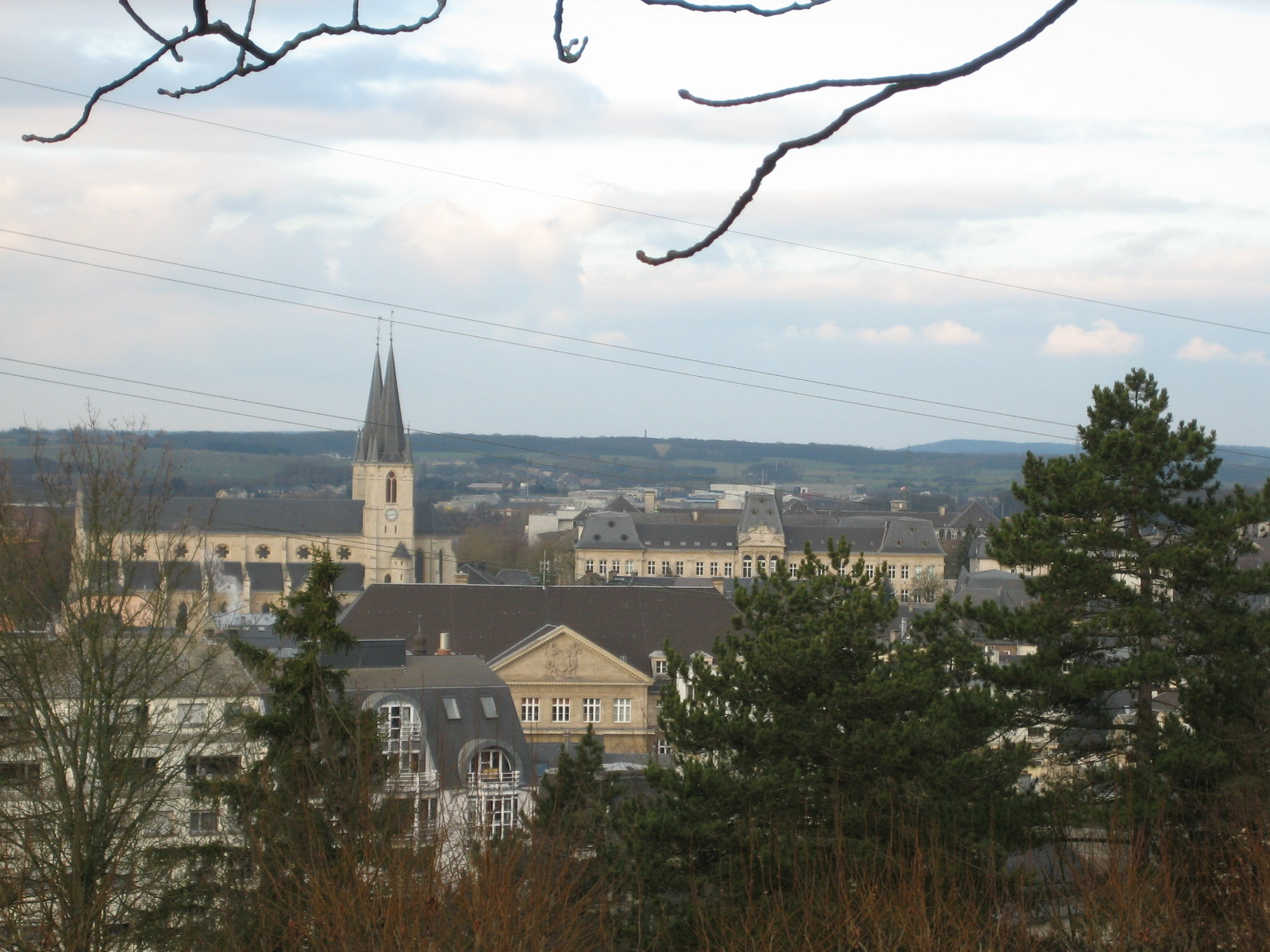
Esch-sur-Alzette (2022)
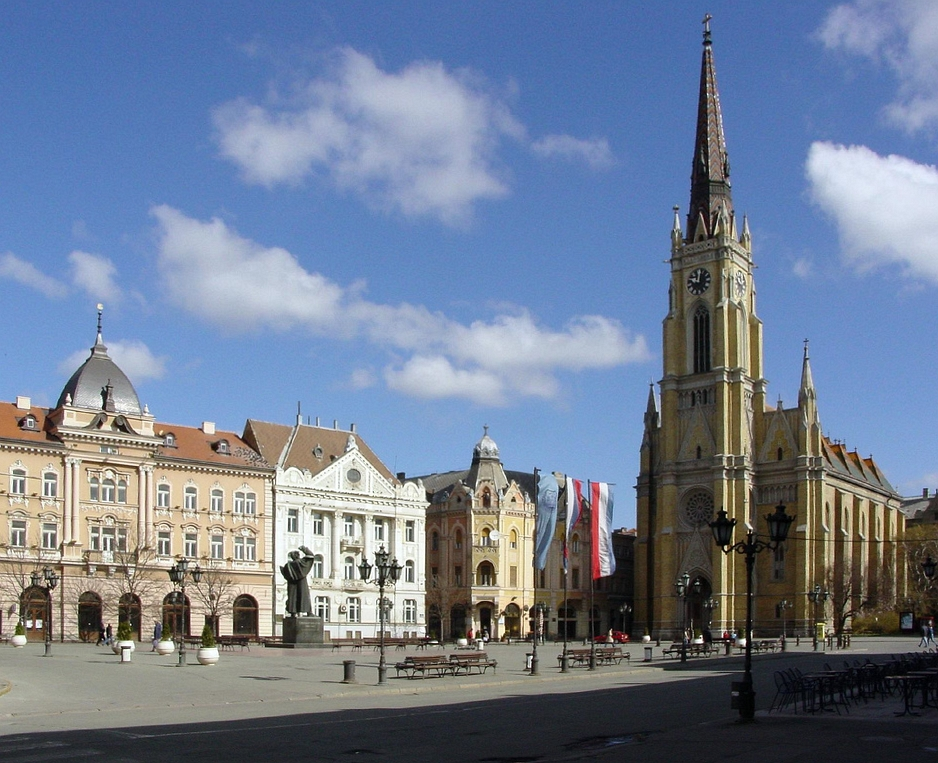
Novi Sad (2022)
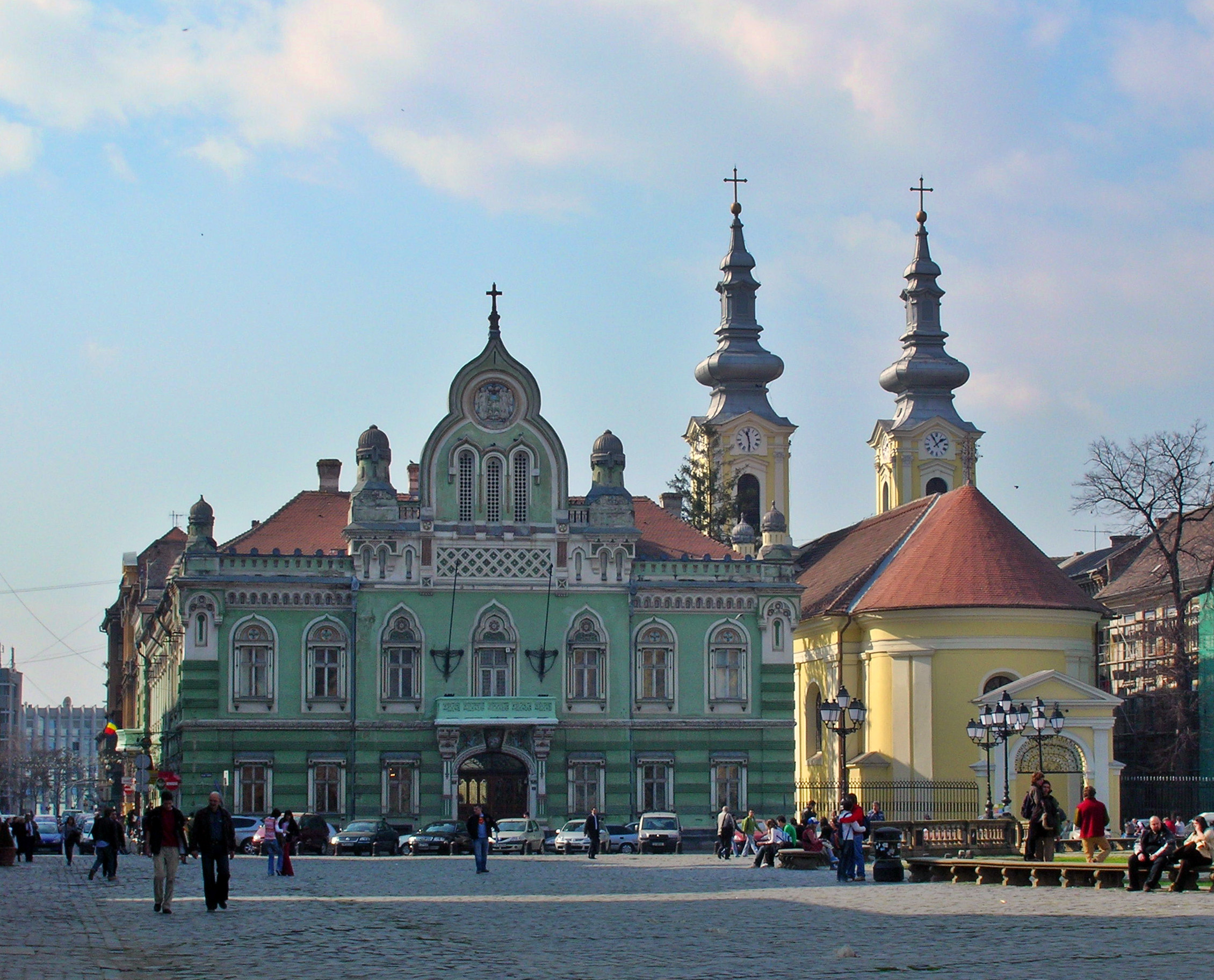
Timișoara (2023)

### Trecut
- Sibiu 2007
- Liverpool 2008
- Stavanger 2008 Arhivat în 13 iulie 2009, la Arhiva Web Portugheză
- Vilnius 2009
- Linz 2009
- Istanbul 2010
- Istanbul 2010 (Unoffical Portal) Arhivat în 25 martie 2010, la Wayback Machine.
- Essen 2010
- Pécs 2010
- Turku 2011 Arhivat în 23 iulie 2010, la Wayback Machine.
- Tallinn 2011
- Guimarães 2012 Arhivat în 16 decembrie 2008, la Wayback Machine.
- Maribor 2012
- Marseille Provence 2013 Arhivat în 26 august 2010, la Wayback Machine.
- Košice 2013 Arhivat în 16 februarie 2008, la Wayback Machine.

### Prezent
- Rīga 2014  Arhivat în 28 august 2011, la Wayback Machine.
- Umeå 2014 Arhivat în 18 august 2010, la Wayback Machine.

## Foste candidate
- Gävle 2014
- Norrköping 2014 Arhivat în 19 august 2013, la Wayback Machine.
- Lund 2014 Arhivat în 17 ianuarie 2010, la Wayback Machine.
- Liepāja 2014
- Cēsis 2014

## Orașe candidate

### Italia
- Matera 2019 - oraș candidat Arhivat în 22 mai 2010, la Wayback Machine.
- Siena 2019 - oraș candidat Arhivat în 10 iulie 2010, la Wayback Machine.

### Olanda
- Almere 2018 - candidat Arhivat în 3 iunie 2010, la Wayback Machine.
- Utrecht 2018 - candidat Arhivat în 13 mai 2010, la Wayback Machine.
- BrabantStad 2018 - oraș candidat
- Maastricht 2018

### România
În data de 16 septembrie 2016 municipiul Timișoara a fost nominalizat pentru titlul de capitală europeană a culturii în anul 2021. Dar a fost amânat până în 2023, din cauza pandemiei de coronavirus. Celelalte trei candidate au fost municipiile Baia Mare, București și Cluj.